# Goldenes Zeitalter (Niederlande)

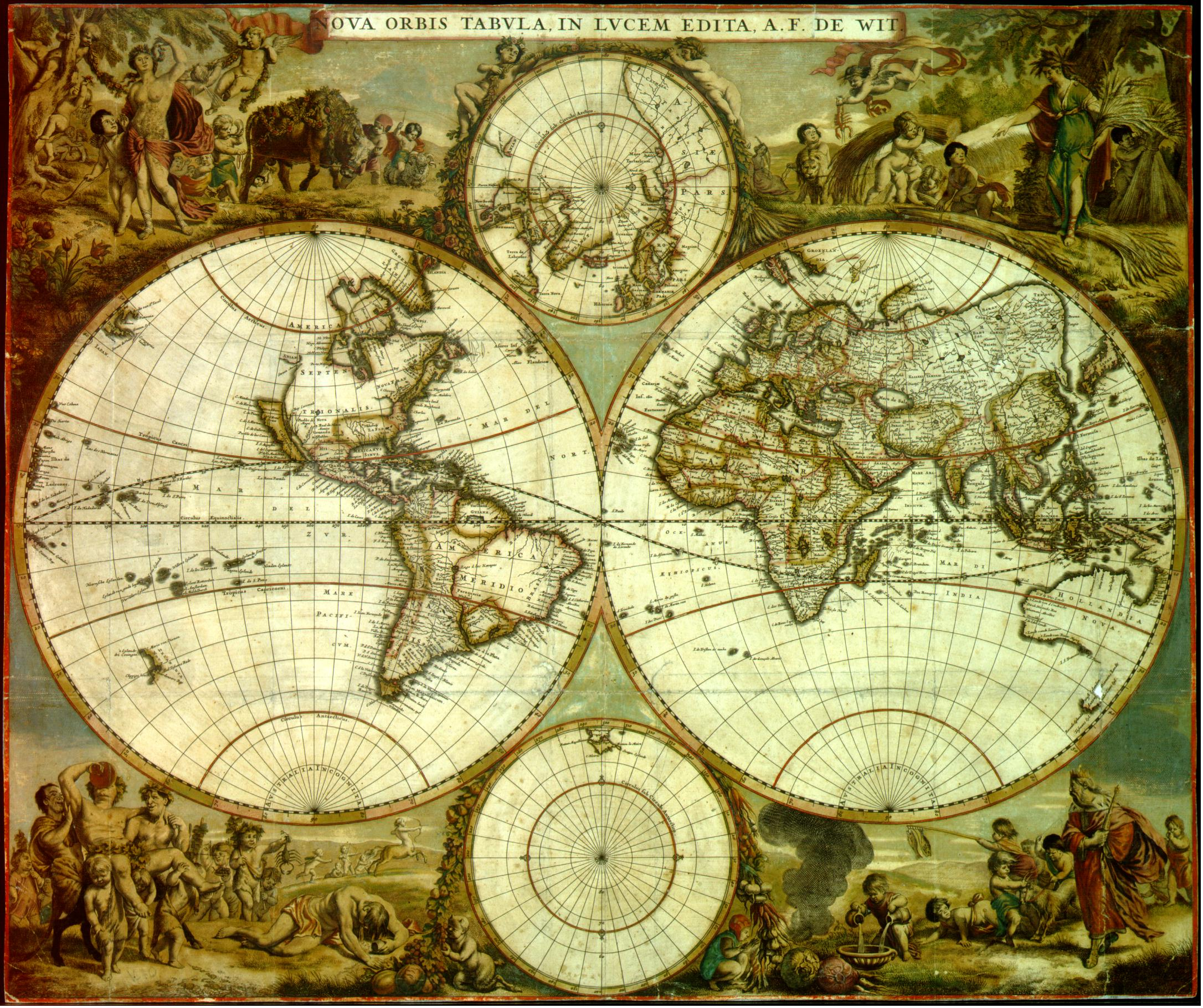
Die Weltkarte von Frederik de Wit, entstanden 1662 auf dem Höhepunkt des Goldenen Zeitalters der Vereinigten Niederlande in dem für Karten und Atlanten seiner Zeit führenden Verlagshaus, symbolisiert die wirtschaftliche, wissenschaftliche, kulturelle und künstlerische Vorreiterrolle des Landes, das zur Weltmacht aufstieg und selbst die Kartografie dominierte.

Das Goldene Zeitalter (niederländisch de Gouden Eeuw) bezeichnet in der Geschichte der Niederlande eine rund einhundert Jahre andauernde wirtschaftliche und kulturelle Blütezeit, die ungefähr das 17. Jahrhundert ausfüllt. Auf dem Höhepunkt des Goldenen Zeitalters um 1650 arbeiteten in den Niederlanden circa 700 Maler, die jährlich etwa 70.000 Gemälde fertigstellten. Dies ist in der gesamten Kunstgeschichte beispiellos, weder in der italienischen Renaissance noch in Frankreich zur Zeit des Impressionismus hat es so etwas gegeben. Insgesamt produzierten die niederländischen Maler mehrere Millionen Gemälde, weshalb heute nahezu jedes Museum für alte Kunst niederländische Gemälde zeigt.
Voraussetzung für jene Blüte war der Aufstieg der Republik der Sieben Vereinigten Niederlande (Republiek der Zeven Verenigde Nederlanden) zur weltumspannenden See- und Handelsmacht. Die in den Niederlanden herrschende Religionsfreiheit zog die unterschiedlichsten Menschen an. Sie wurden wegen ihres Glaubens in anderen Staaten verfolgt und flüchteten in die sie bereitwillig aufnehmende junge Republik, welche Bewegungsfreiheit und genügend Arbeit bot. Schriftsteller und Gelehrte kamen, um frei publizieren und lehren zu können; mit der Gründung der Universität Leiden und der Entwicklung von Geistes- und Naturwissenschaften wurde das Land auch zu einem bedeutenden Zentrum des Wissens.
Die Bezeichnung „Goldenes Zeitalter“ wurde jedoch vor allem für eine bis dahin nicht gekannte Blüte von Kultur und Kunst geprägt. Oft wird der Begriff auf die zahllosen Meisterwerke der Malerei des 17. Jahrhunderts beschränkt. Hier zeigt sich der gesellschaftliche und kulturelle Wandel jener Zeit besonders deutlich.

## Einleitung

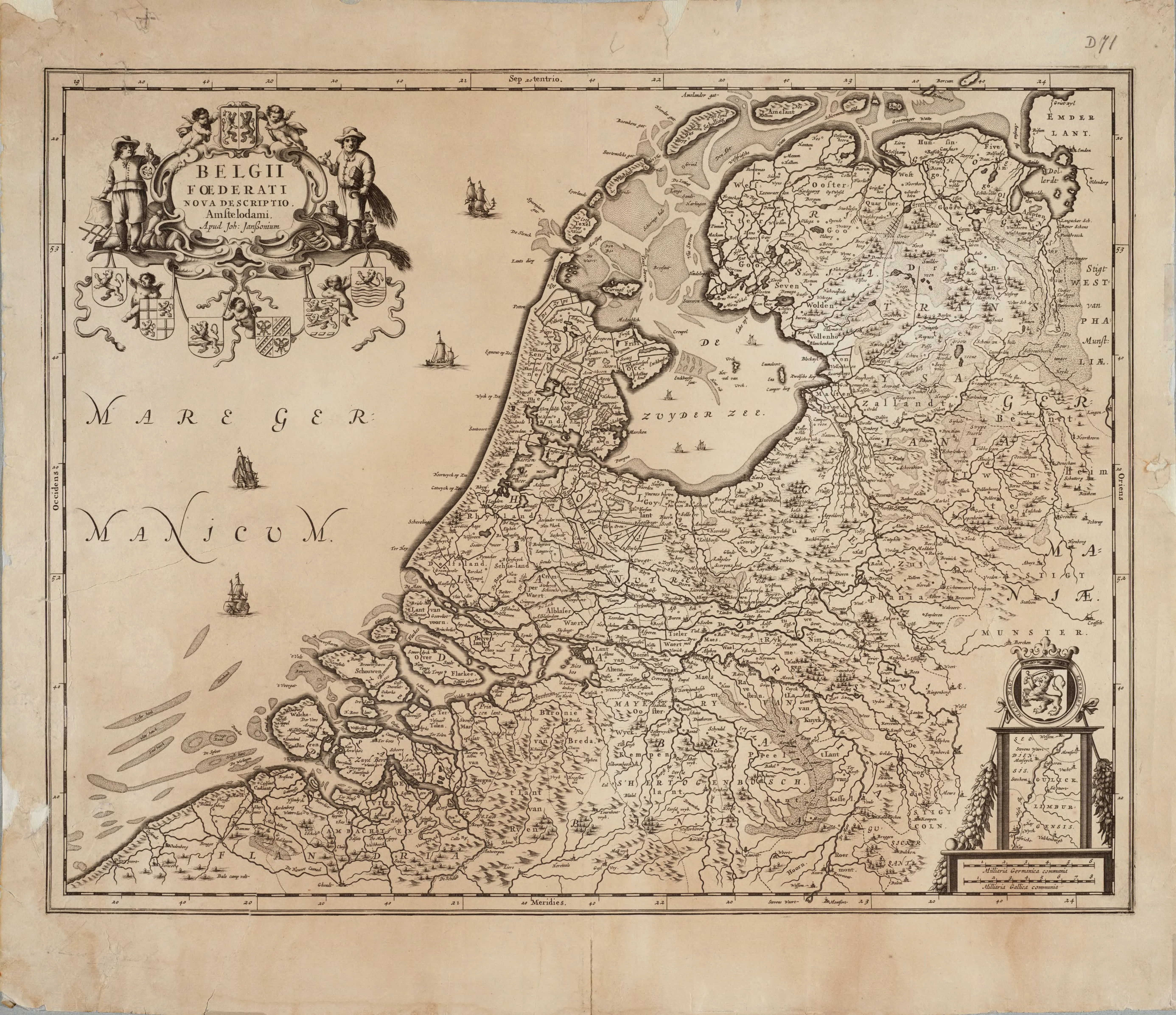
Karte der Republik der Sieben Vereinigten Niederlande von Johannes Janssonius (1658)

„Es ist der Name des Goldenden Zeitalters selbst, der nichts taugt. Er riecht nach jener aurea aetas der Antike, jenem mythologischen Schlaraffenland, das uns schon als Schulbuben bei Ovid leicht gelangweilt hat. Wenn unsre Blütezeit einen Namen haben soll, so nenne man sie nach Holz und Stahl, Pech und Teer, Farbe und Tinte, Wagemut und Frömmigkeit, Geist und Phantasie.“

Die Zeit des Goldenen Zeitalters der Niederlande wird seit einigen Jahren in den Niederlanden intensiver erforscht und diskutiert. Hierzu ist beispielsweise 2000 an der Universität Amsterdam das Amsterdams Centrum voor de Studie van de Gouden Eeuw gegründet worden, das unter anderem die Arbeiten Huizingas aus dem Jahr 1941 aufgreift. Huizingas Geschichtsverständnis war von seinem Studium der Sprachwissenschaften und seiner Begeisterung für die Malerei geprägt. Er verstand Geschichtsschreibung als bildhaft-intuitive Mentalitäts- und Kulturgeschichte. Gleichwohl betonte er, dass das Goldene Zeitalter weder plötzlich über die Niederlande „hereinbrach“ noch gar den mythischen Idealzustand „einer ohne Ackerbau alle Nahrungsbedürfnisse befriedigenden Erde und einer in völligem Frieden, allgemeiner Sorglosigkeit und Unschuld im ewigen Frühling lebenden Gesellschaft“ (wie Ovid den Begriff des Goldenen Zeitalters definierte) brachte, sondern es sich um eine auf der Grundlage generationenlanger harter Arbeit, günstiger Voraussetzungen, vielfältiger Konflikte und natürlich einer Portion Glück und Zufall entstandene Blütezeit handelte, der jede idealtypische Unschuld fehlte. So war fast die Hälfte der Zeit „geprägt von Krieg und Kriegsgeschrei“. Nicht wenige Wissenschaftler sprechen daher bei der Betrachtung dieses Zeitalters zumindest in weltwirtschaftlicher Hinsicht lieber von einer Hegemonie. Huizinga vermutet, dass sich der Begriff des Goldenen Zeitalters dauerhaft festsetzte, nachdem der Historiker Pieter Lodewijk Muller 1897 sein Buch mit dem Arbeitstitel Republiek der Vereenigde Nederlanden in haar bloeitijd ‚Die Republik der Vereinigten Niederlanden in ihrer Blütezeit‘, auf Wunsch des Verlegers Onze Gouden Eeuw ‚Unser Goldenes Zeitalter‘, nennen musste.
Durch die Heirat des späteren Kaisers Maximilian mit der Herzogstochter Maria von Burgund und deren frühen Tod kamen die Niederlande unter die Herrschaft der Habsburger. Bereits in jener Zeit war die ökonomische Situation der damals Burgundischen Niederlande günstig; vor allem unter der Herrschaft von Karl V. erstarkten neben Ackerbau, Viehzucht und Fischerei ebenso Handel und Gewerbe. Daneben wuchs der Textilsektor rasch, und Antwerpen entwickelte sich zum ökonomischen Zentrum der Region. Desgleichen erlebten Wissenschaft und Kultur eine Zeit der Sternstunden, nicht zuletzt durch Christoffel Plantijn. Gleichzeitig war die Epoche der Reformation angebrochen und Karl V. sowie sein Sohn und Nachfolger Philipp II. – beide strenggläubige Katholiken – läuteten die Gegenreformation ein.

### Konflikt mit Spanien

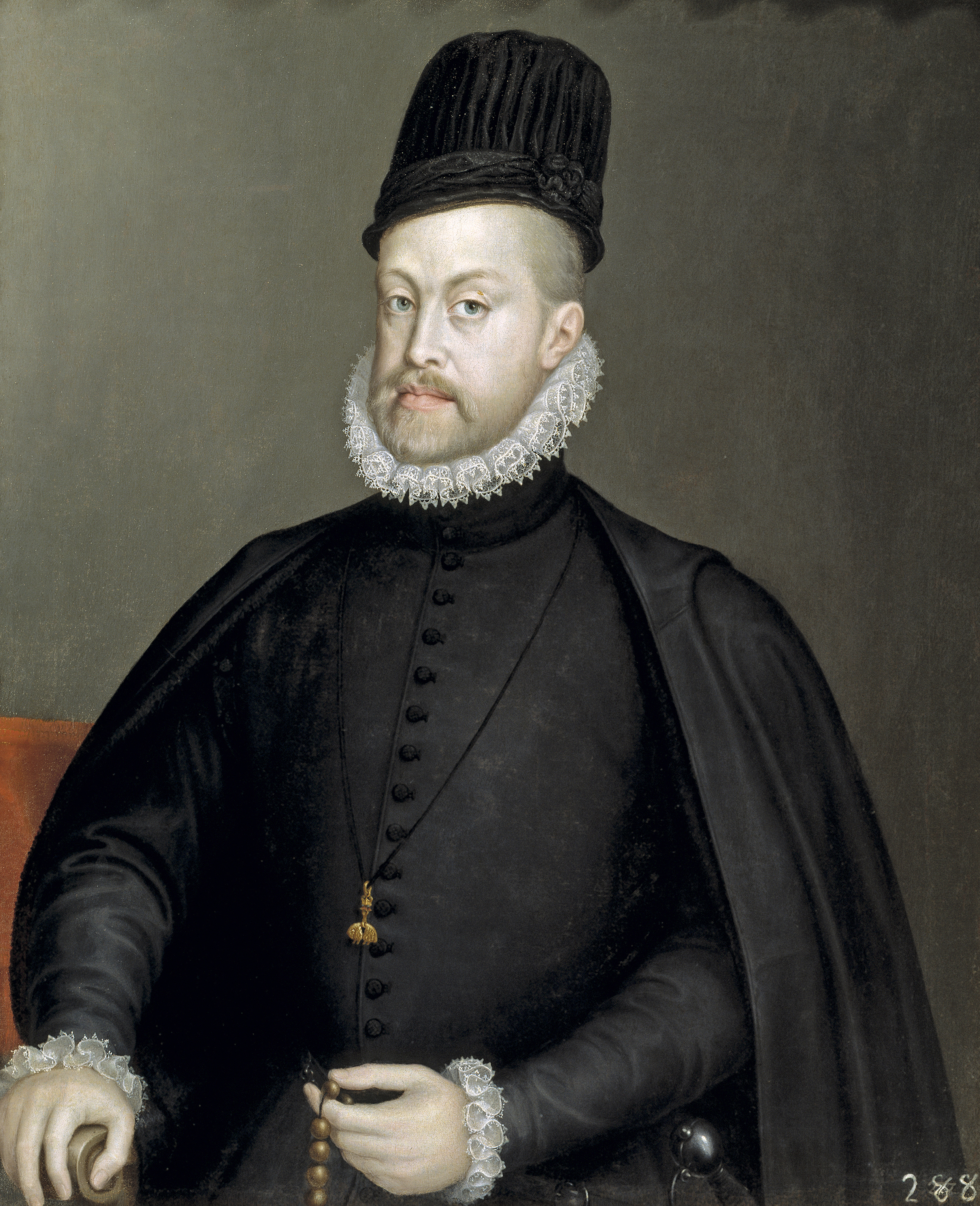
Philipp II. von Spanien um 1575, Gemälde von Sofonisba Anguissola

Als Philipp II. den Calvinismus zur Ketzerei erklärte, rebellierten die nördlichen Provinzen unter der Führung Wilhelms von Oranien. Mit seinem Versuch, Brabant zu besetzen, begann 1568 der Achtzigjährige Krieg. 1579 schlossen sich die sieben nördlichen Provinzen zur Utrechter Union zusammen und gründeten 1581 die Republik der Sieben Vereinigten Niederlande, während die katholischen Südprovinzen – heute Belgien und Luxemburg – bei Spanien blieben (siehe Spanische Niederlande).
Der bei der Gründung der Utrechter Union geschlossene Vertrag räumte den nördlichen Provinzen unter anderem das Recht zur Kontrolle der Schifffahrt auf dem Niederrhein ein, was sich als sehr wichtig für deren weitere wirtschaftliche Entwicklung herausstellte. 1585 eroberten die Spanier Antwerpen, worauf die Niederländer die Schelde sperrten und Antwerpen damit den Zugang zur Nordsee nahmen. So waren die Weichen für Amsterdam als künftiges regionales Handelszentrum gestellt, das seinen Rivalen Antwerpen rasch hinter sich lassen konnte.
1608 kam es in Den Haag zu Friedensverhandlungen mit Spanien, an denen außerdem England und Frankreich teilnahmen, 1609 wurde ein zwölfjähriger Waffenstillstand vereinbart.

### See- und Kaufleute
→  Hauptartikel: Europäische Expansion; zu den damaligen Machtverhältnissen im Ostseehandel und der Konkurrenz zur Hanse siehe: Krisen und Niedergang der Hanse (etwa 1400 bis 1669)

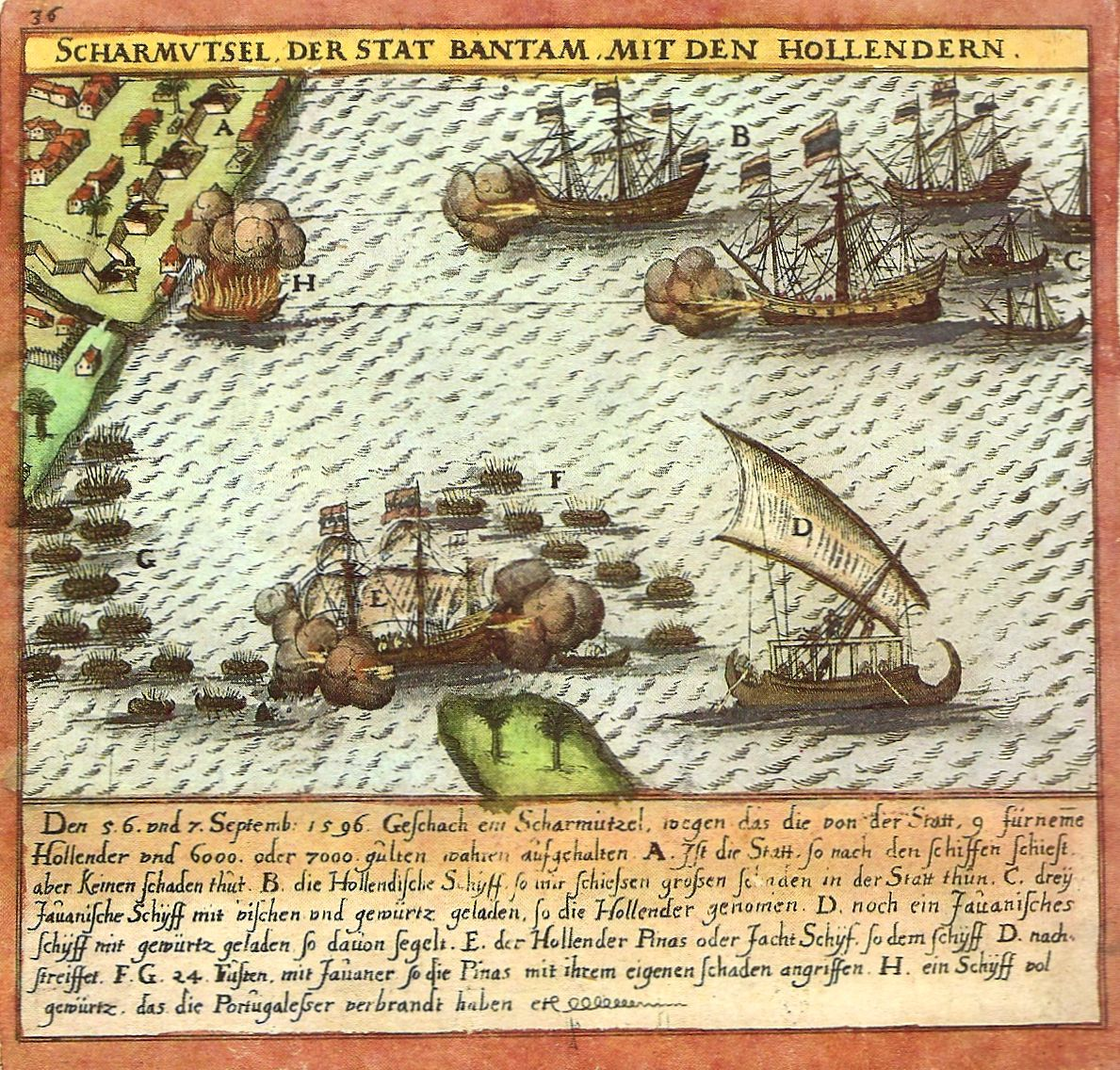
Mit der Ankunft in Bantam auf Java brach Kapitän Cornelis de Houtman 1596 das portugiesische Gewürzmonopol in Ostindien

Die Grundlagen des Erfolges der niederländischen Wirtschaft lagen im Ostseehandel, der seit dem frühen 15. Jahrhundert vor allem von der Provinz Holland und Amsterdam aus systematisch betrieben wurde und die Provinzen – trotz der Belagerung durch die Spanier – zu einer blühenden Handelsnation machten. Kleinere und schnellere Schiffe als die ihrer Konkurrenten, die zudem weniger Personal benötigten, machten die Amsterdamer Händler zu den flexibelsten ihrer Zeit. Schon Ende des 16. Jahrhunderts begann die Blüte Amsterdams beziehungsweise Hollands.
Bereits um 1600 hatte sich erhebliches Investitionskapital in Amsterdam angesammelt, das für neue Aufgaben zur Verfügung stand. Erste Schiffsexpeditionen wurden finanziert, um Handelsmöglichkeiten in Asien und Amerika zu erkunden. Die niederländischen See- und Kaufleute hatten Glück, weil die Hanse im Niedergang begriffen und die anderen Konkurrenten durch Kriege und Aufstände andernorts abgelenkt waren. Nur ein Beispiel dafür ist die Zerstörung der spanischen Armada durch die Engländer 1588. Da sich die Spanier weiter auf die Engländer und Franzosen als Kriegsgegner konzentrierten, wagten sich die niederländischen Handelsschiffe immer weiter auf die Meere hinaus, erschlossen weitgehend ungestört neue Seewege und gründeten Kolonien. In jener Zeit handelte es sich indessen noch um einzelne Unternehmungen, die anfänglich nur zu geringen Erfolgen führten.

## Voraussetzungen und Wechselwirkungen
„Wie konnte ein solch kleines Land mit weniger als eineinhalb Millionen Einwohnern und ohne natürliche Reichtümer im 17. Jahrhundert, einer allgemeinen Krisenzeit, zur führenden Wirtschaftsmacht aufsteigen?“

Der wirtschaftliche Aufstieg des kleinen Staatenbundes von nicht einmal zwei Millionen Niederländern, der über keine Rohstoffe verfügte und in der landwirtschaftlichen Produktion unbedeutend war, zur führenden Groß- und Kolonialmacht des 17. Jahrhunderts ist ein bis heute verblüffendes und faszinierendes Phänomen. Sir William Temple, zeitgenössischer englischer Botschafter in den Niederlanden, identifiziert in seinen Observations upon the United Provinces of the Netherlands die hohe Bevölkerungsdichte des Landes als entscheidende Grundlage für den wirtschaftlichen Erfolg. Dadurch seien alle lebensnotwendigen Güter teuer; Leute mit Besitz müssten sparen, die ohne Besitz seien zu Fleiß und Arbeit gezwungen. Aus der Not erwüchsen die Tugenden, die die Grundlage des Erfolges bildeten.
Daneben gab es jedoch eine ganze Reihe weiterer günstiger Umstände, ohne die es zu einem derartigen Aufstieg nie hätte kommen können:

### Urbanisierung und politisches System

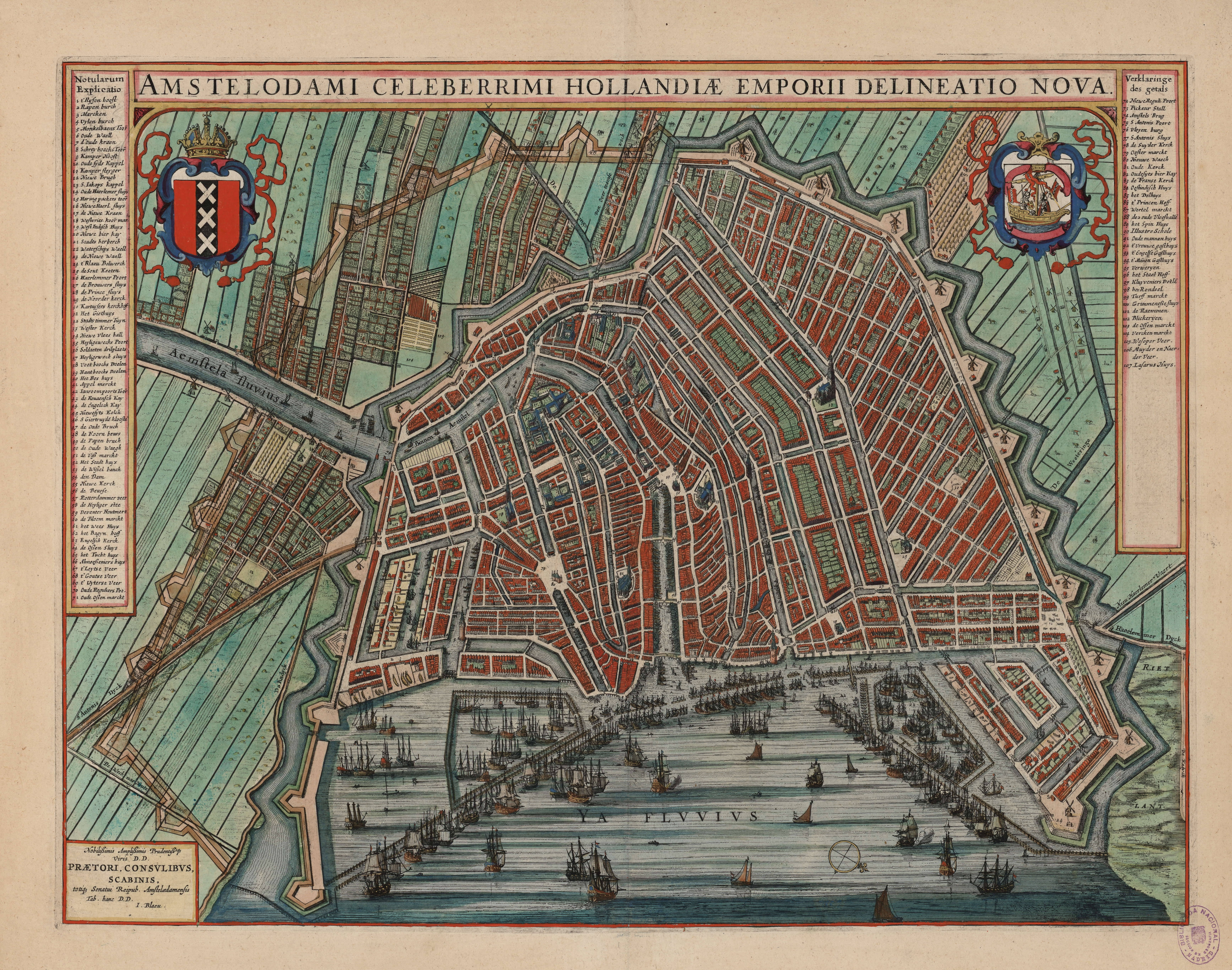
Historische Karte von Amsterdam von Willem und Joan Blaeu (1652)

Die Niederlande des angehenden 17. Jahrhunderts wiesen in der Tat den höchsten Urbanisierungs- und Verstädterungsgrad Europas auf und waren die am dichtesten besiedelte Region Westeuropas. Die Lebenswelt war in starkem Maß durch die Stadt und nicht-agrarische Tätigkeiten geprägt; fast 50 Prozent der Bevölkerung wohnten städtisch und nur noch ein Drittel war in der Landwirtschaft tätig. Doch die Bauernschaft und die Landarbeiter machten ebenso eine einschneidende Entwicklung durch. Da die Grundlage der bäuerlichen Wirtschaft das Besitzrecht bildete, besaßen die Bauern je nach Provinz bis zu 40 Prozent des genutzten Landes selbst und konnten somit über dessen Erträge frei verfügen. Die ländliche Einkommensentwicklung zeigt, dass ein Landarbeiter des 17. Jahrhunderts deutlich besser gestellt war als ein freier Bauer hundert Jahre zuvor.
Der Staatenbund war zwar oligarchisch geprägt, doch demokratischer als andere europäische Länder, politisch defensiv eingestellt und von einem ökonomischen System geprägt, das nicht auf Landwirtschaft, sondern auf Handel und Seefahrt aufbaute.
Die Steuerbelastung der niederländischen Bevölkerung war deutlich höher als die der angrenzenden Länder, bis zu doppelt so hoch wie in England und mehr als dreimal so hoch wie in Frankreich. So verfügte der Staat aufgrund der starken Kommerzialisierung der Wirtschaft, der hohen Einkommen und der leichten Verfügbarkeit von Kapital trotz der geringen Bevölkerung über eine breite Ressourcenbasis.

### Soziales Gefüge
Der soziale Status in der niederländischen Gesellschaft wurde neben dem familiären Hintergrund und der Ausbildung maßgeblich durch Vermögen und Einkommen bestimmt – ungewöhnlich im Europa des 17. Jahrhunderts, wo der persönliche Status noch überwiegend durch die Ständeordnung, also durch Geburt, vorgezeichnet war.
An der Spitze der Gesellschaft in den Niederlanden rangierten Adel und Regenten, jedoch hatte die Aristokratie das Land zusammen mit den Spaniern weitgehend verlassen oder viele ihrer Privilegien an die Städte verkauft. Bedeutende holländische Regentendynastien des Goldenen Jahrhunderts waren die Geschlechter Boelens Loen, Hooft, De Graeff, Bicker und Pauw in Amsterdam, die De Witt und Van Slingelandt in Dordrecht, sowie die Van Foreest in Alkmaar. Im Prinzip hatte jede Stadt und jede Provinz ihre eigene Regierung und eigenen Gesetze, und wurde von den miteinander eng verwandten Regenten in einem oligarchischen System beherrscht. Am Höhepunkt des Goldenen Zeitalters, der Ersten Statthalterlosen Periode von 1650 bis zum Rampjaar 1672, lag die politische Macht innerhalb Hollands hauptsächlich bei zwei staatsgesinnten, sprich republikanischen, Familien. In Amsterdam lag diese bei den Gebrüdern Cornelis und Andries de Graeff, und in Den Haag bei den Gebrüdern Johan und Cornelis de Witt, den Anführer der staatsgesinnten (republikanischen) Fraktion Hollands, was durch deren enge Zusammenarbeit und gegenseitige Verwandtschaft verstärkt wurde.
Während der Adel im restlichen Europa weiter die politisch und sozial privilegierte Führungsschicht bildete, gab es in den Niederlanden kaum mehr Geburtsadel. Selbst der Klerus konnte nur wenig weltlichen Einfluss ausüben: Die katholische Kirche war weitgehend unterdrückt, die junge protestantische Kirche geteilt. Hier herrschte also kein König, kein Adel und kein Klerus, sondern bestimmten die Regenten zusammen mit den Bürgern der Oberschicht (reichen Kaufleuten, Reedern, Bankiers, Unternehmern, hochrangigen Offizieren) das politische und gesellschaftliche Leben, gefolgt von einer breiten Mittelschicht aus Handwerkern, Händlern, Schiffern, kleineren Beamten und niederrangigen Offizieren, die in kleineren Städten und weniger wichtigen Gemeinden bereits politische Verantwortung übernahmen. Nicht zuletzt durch die Einwanderung religiös Verfolgter, unter ihnen zahlreiche Angehörige der Oberschicht und des Bildungsbürgertums, Schriftsteller und Gelehrte, wies das Land die höchste Alphabetisierungsrate in Europa auf.
Gleichzeitig half eine ausgeprägte Spendenbereitschaft der Bürgerschaft, die rasante wirtschaftliche Entwicklung sozial verträglich abzufedern. Armenküchen, Waisenhäuser, Altenheime und andere soziale Einrichtungen verdankten ihre Existenz der Mildtätigkeit der Bürger. Aufgrund dieses – natürlich erst rudimentär vorhandenen – sozialen Netzes war für die Randgruppen, die Armen und die Schwachen so weit gesorgt, dass sich Unruhen im Gegensatz zum übrigen Europa weitgehend auf politische oder religiöse Themen beschränkten.

### Welthandel

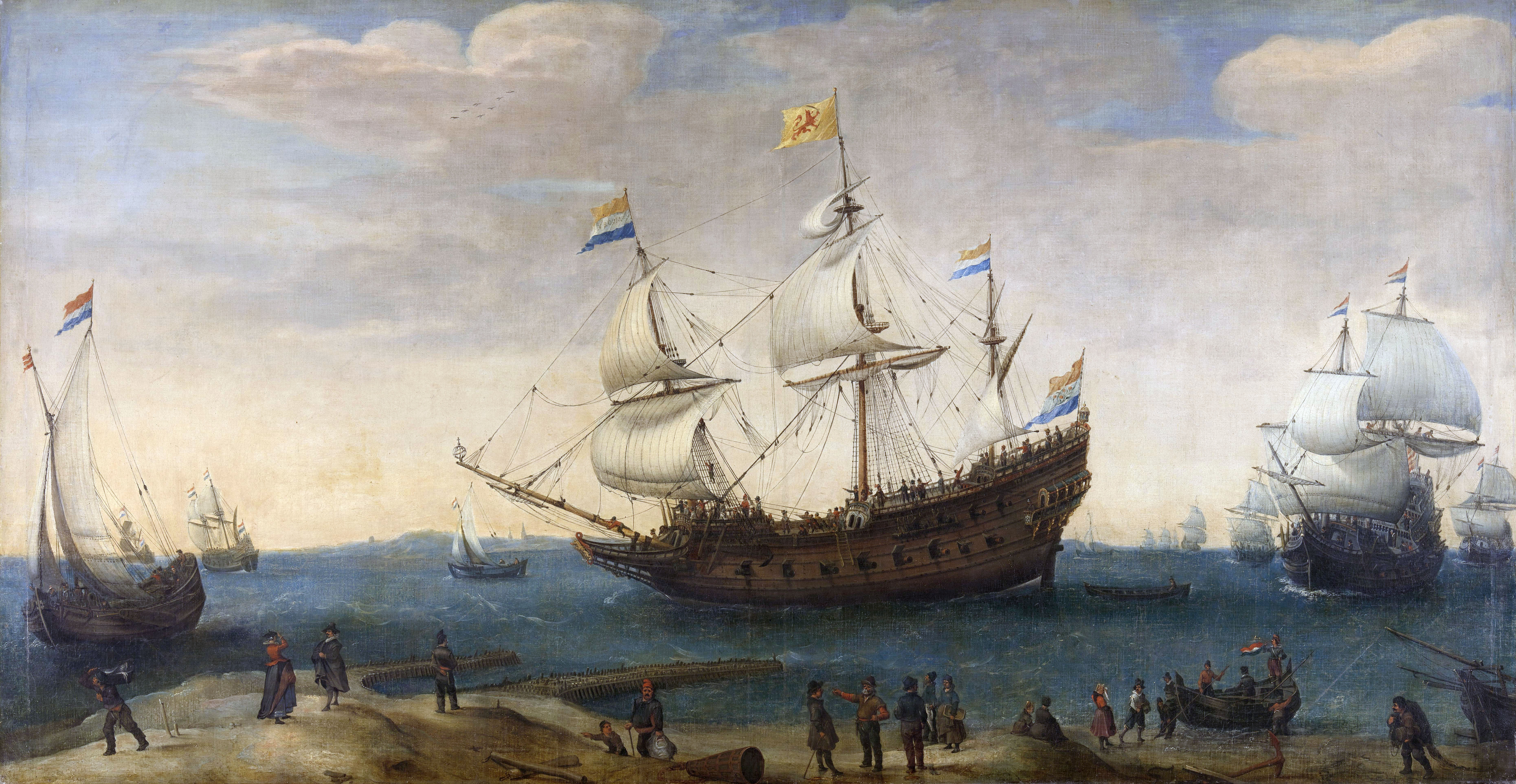
Darstellung niederländischer Schiffe im Gemälde Ausfahrt der Ostindiensegler von
Hendrick Cornelisz. Vroom um 1630–1640

„New York hat als Neu-Amsterdam begonnen. Man muss nur auf den Globus schauen: Von Neuseeland (Nieuw Zeeland) und Arnhemland in Australien über Kap Hoorn bis nach Willemstad in der Karibik haben sich die Holländer auf der Weltkarte verewigt.“

Eine wichtige Rolle spielt die 1602 gegründete Niederländische Ostindien-Kompanie (Vereenigde Oostindische Compagnie oder VOC), die sich rasch zum größten Handelsunternehmen des 17. Jahrhunderts entwickelte und ein niederländisches Monopol im Asienhandel aufbaute, das sie zwei Jahrhunderte lang innehaben sollte. Ihre Handelsrouten erstreckten sich längs der afrikanischen und asiatischen Küste mit Stützpunkten in Indonesien, Japan, Taiwan, Ceylon und Südafrika. Für den Handel mit Westafrika und Amerika wurde die Niederländische Westindische Kompanie (Geoctroyeerde West-Indische Compagnie oder WIC) gegründet, die in Nordamerika die niederländische Besitzung Nieuw Nederland mit dem Verwaltungssitz Nieuw Amsterdam, dem heutigen New York, und in Südamerika Niederländisch-Brasilien verwaltete. Weitere Handelszweige waren der Ostseehandel, der Handel mit Russland und die straatvaart, auch als Levantvaart bekannt (der Handel mit Italien und der Levante, den Ländern an der Ostküste des Mittelmeeres).
1609 wurde die Amsterdamer Wechselbank gegründet – die weltweit erste Zentralbank und eine der ersten europäischen Notenbanken – und 1611 die Amsterdamer Warenbörse. Die Wechselbank verbesserte die Voraussetzungen für den Handel und förderte den Zahlungsverkehr, der bis dahin aufgrund der Vielzahl in Umlauf befindlicher unterschiedlicher Währungen erschwert wurde. Günstige Zinssätze, feste Devisenkurse und eine hohe Darlehensbereitschaft der niederländischen Banken zogen Kapitalanleger und Finanzleute aus ganz Europa an.
Spätestens nach der Erlangung der vollständigen Handelsfreiheit (einem durch Schutzzölle nicht mehr beengten internationalen Handel) im Rahmen des Westfälischen Friedens 1648 beherrschten die Niederländer den Welthandel. Um 1670 verfügte die Republik über etwa 15.000 Schiffe, das Fünffache der englischen Flotte, was einem Transportmonopol auf dem Meer gleichkam. Besonders der Handel mit den Kolonien bescherte den Niederlanden großen Reichtum. Aus Niederländisch-Indien, Bengalen, Ceylon und Malakka wurden Gewürze, Pfeffer, Seide und Baumwollstoffe eingeführt. Mit dem Westen Afrikas, Brasilien, den karibischen Inseln und Europa wurden vor allem Plantagenerzeugnisse gehandelt, etwa Zucker, Tabak und Brasilholz. Später begann man ebenfalls mit dem Sklavenhandel, von dem man sich anfänglich betont ferngehalten hatte. Im Laufe der Zeit siegte doch die Habgier, denn es handelte sich dabei um ein sehr lukratives Geschäft. Man berief sich zur Rechtfertigung auf die Bibel: Schließlich seien die Afrikaner die Söhne und Töchter Hams, der von seinem Vater Noah verflucht worden sei, was die Ausbeutung der „frei“ zur Verfügung stehenden schwarzen afrikanischen Arbeitskraft rechtfertige (siehe Hamitentheorie).

### Religiöse Toleranz
Da die Vereinigten Provinzen der Niederlande aus dem Widerstand gegen religiöse Unterdrückung entstanden waren, gewährten sie ihren Bürgern von Anfang an Religionsfreiheit. Die Kunde dieser Toleranz verbreitete sich schnell und hatte zur Folge, dass Protestanten, Juden, Hugenotten und andere religiös Verfolgte aus Spanien, Portugal und anderen Nationen – vor allem aus den spanisch besetzten Südprovinzen – ins Land strömten. Calvinismus wurde zum vorherrschenden Glauben, jedoch wurde das Land zu Anfang des Jahrhunderts durch den Streit über die Prädestinationslehre zwischen Remonstranten, den Anhängern des Arminius, und Contraremonstranten, die den Lehren des Franciscus Gomarus folgten, gespalten. Für die Katholiken galt die Religionsfreiheit allerdings nur eingeschränkt. Ihnen war es vielerorts und immer wieder untersagt, öffentlich Gottesdienst zu feiern.

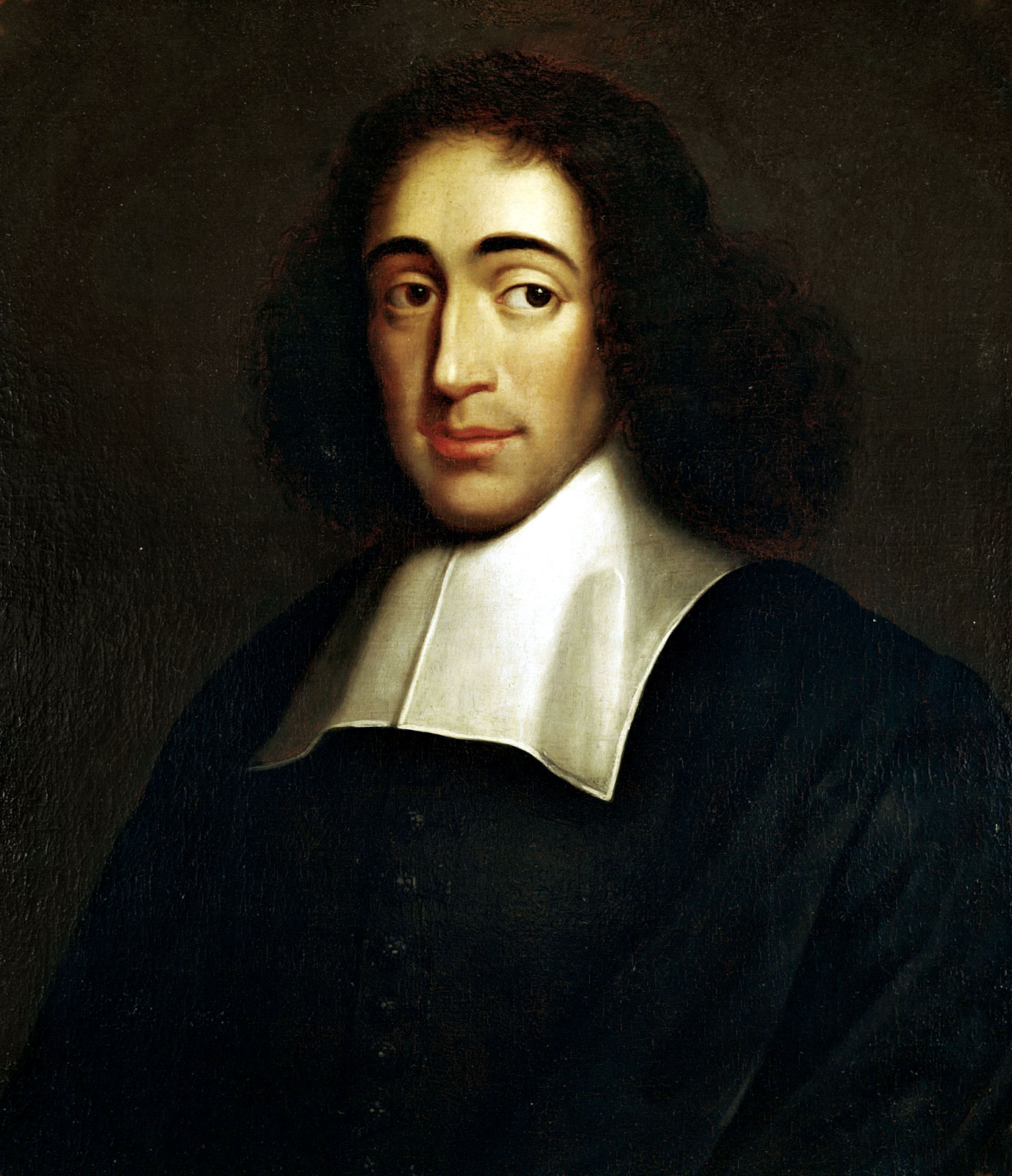
Der religionskritische Spinoza stieß an die Grenzen der staatlichen Toleranz der Vereinigten Provinzen

Auch der Humanismus mit seinem einflussreichsten Vertreter Desiderius Erasmus hatte sich etabliert und war für den kulturellen und sozialen Übergang vom Mittelalter zur Neuzeit ebenso verantwortlich wie für die Bildungsbewegung und teilweise für das Klima der Toleranz. Diese Toleranz gegenüber Katholiken aufrechtzuerhalten, war nicht einfach, nachdem die Religion im Unabhängigkeitskrieg eine wichtige Rolle gespielt hatte. Feindliche Neigungen pflegte man dennoch möglichst mit Geld zu überbrücken. Deshalb konnten sich Katholiken die Privilegien zur Abhaltung von Feierlichkeiten beispielsweise erkaufen, öffentliche Ämter blieben ihnen indes versagt. Gleiches galt für die niederländischen Mennoniten (Täufer) und Juden. Das Niveau der religiösen Toleranz war jedenfalls ausreichend hoch, um Religionsflüchtlinge aus anderen Ländern anzuziehen, wobei besonders jüdische Händler aus Portugal viel Wohlstand mitbrachten (siehe Portugiesische Synagoge Amsterdams). Auch ließ die Annullierung des Edikts von Nantes in Frankreich (1685) zahlreiche französische Hugenotten in die Niederlande einwandern; viele von ihnen waren ebenfalls Kaufleute. Jeder konnte für acht Gulden – was freilich immerhin der Jahresheuer eines niederländischen Seemanns entsprach und so zusätzlich die Staatskassen füllte – in die Provinzen einwandern, in denen sich bald viele der klügsten Köpfe Europas sammelten.
Die Toleranz hatte jedoch ihre Grenzen. Der Philosoph Baruch Spinoza veröffentlichte seinen Tractatus theologico-politicus, in dem er sich für Glaubensfreiheit und Toleranz einsetzt und einen Staat fordert, der die Freiheiten seiner Bürger wahrt, anonym und mit einer falschen Angabe der Herausgeberadresse, weil er kirchliche und staatliche Konsequenzen fürchtete. Schließlich war schon Adriaan Koerbagh, ein Freund und Anhänger Spinozas, wegen der angeblichen Publikation aufhetzender Schriften verhaftet worden und nach einem Jahr in Gefangenschaft gestorben. Der Tractatus wurde 1674 tatsächlich verboten.

## Blütezeit
„Die Niederlande waren im 17. Jahrhundert ein Land der Superlative: jährlich wurden 70.000 Bilder gemalt, 110.000 Stück Tuch produziert und 200 Millionen Gulden an Volkseinkommen erwirtschaftet.“

Die Niederlande waren die große Wirtschaftsmacht des mittleren 17. Jahrhunderts, Konkurrent Großbritannien schickte sich erst in den letzten Jahrzehnten des Jahrhunderts an, diese Position zu übernehmen. Wirtschaftskraft lag in jener Zeit weniger im Geldbesitz als in der Fähigkeit, aus Warenhandel und Finanzverkehr Mehrwerte zu schaffen und die Wertschöpfung zu optimieren. Die Niederlande demonstrierten dies als räumlich kleiner, einwohnerschwacher Staatsverband, der über keine Rohstoffe verfügte und dessen landwirtschaftliche Produktion unbedeutend war. Amsterdam wurde zum wichtigsten europäischen Handelsplatz. Theoretisch bewegten finanzielle Transfers Unsummen an Edelmetall, mit denen die aus dem Handel resultierenden Zahlungen beglichen wurden; tatsächlich wurde an der Börse über ein Wechselsystem weitgehend bargeldlos gehandelt: Geld blieb als finanzielle Deckung der Handelsgeschäfte an den Orten, die miteinander handelten. Je größer die Warenlieferungen, die eine Handelsstadt anbieten konnte, desto größer wurde ihre Bedeutung – das ist verkürzt das System, das im 17. Jahrhundert Amsterdams Börse zum dominierenden Finanzumschlagplatz machte. Die niederländische Wirtschaft im Goldenen Zeitalter war so stark, dass nicht einmal die Tulpenmanie merkbaren Einfluss auszuüben vermochte.
Die wirtschaftliche Stärke des Landes kam auf breiter Basis der sozialen und kulturellen Lebensqualität seiner Bürger zugute. Durch den Aufstieg des Bürgertums in die Oberschicht wurde die Kunst ebenfalls bürgerlich. Ein ganz trivialer Grund der kulturellen Blütezeit und des einsetzenden Bilderüberflusses war der vorhandene enorme Überhang an Kapital, erwirtschaftet aus spekulativen oder riskanten Geldgeschäften anlässlich Seefahrts- und Kolonialabenteuern, das nutzbringend angelegt werden sollte. Einrichtungs- und Dekorationsgegenstände, besonders Bilder, wurden zu einer beliebten Geldanlage, an der sich auch kleine Leute beteiligen konnten.
Gleichzeitig befand sich ganz Europa mitten in einem geistigen Umbruch, der als eine um 1450 begonnene „Renaissance der Naturwissenschaften“ bezeichnet und mit einem tiefgreifenden Wandel der Perspektive verbunden wird, die das Entstehen moderner wissenschaftlicher Denkweisen ermöglichte. Hatten sich die Gelehrten um 1450 noch darauf konzentriert, die Entdeckungen der Antike zu sichten und zu begreifen, lagen bis 1630 die grundlegenden wissenschaftlichen Schriften in verschiedenen volkssprachlichen Übersetzungen vor, ebenso die Werke zeitgenössischer Wissenschaftler, die sich mit jenen Inhalten auseinandergesetzt und sie weiterentwickelt hatten. Der Buchdruck erleichterte diese Verbreitung des Wissens: Antikes Gedankengut und seine Weiterentwicklungen wurden – gedruckt und jedermann verständlich – nicht nur Gelehrten, sondern auch weniger Gebildeten zugänglich.

### Wissenschaft

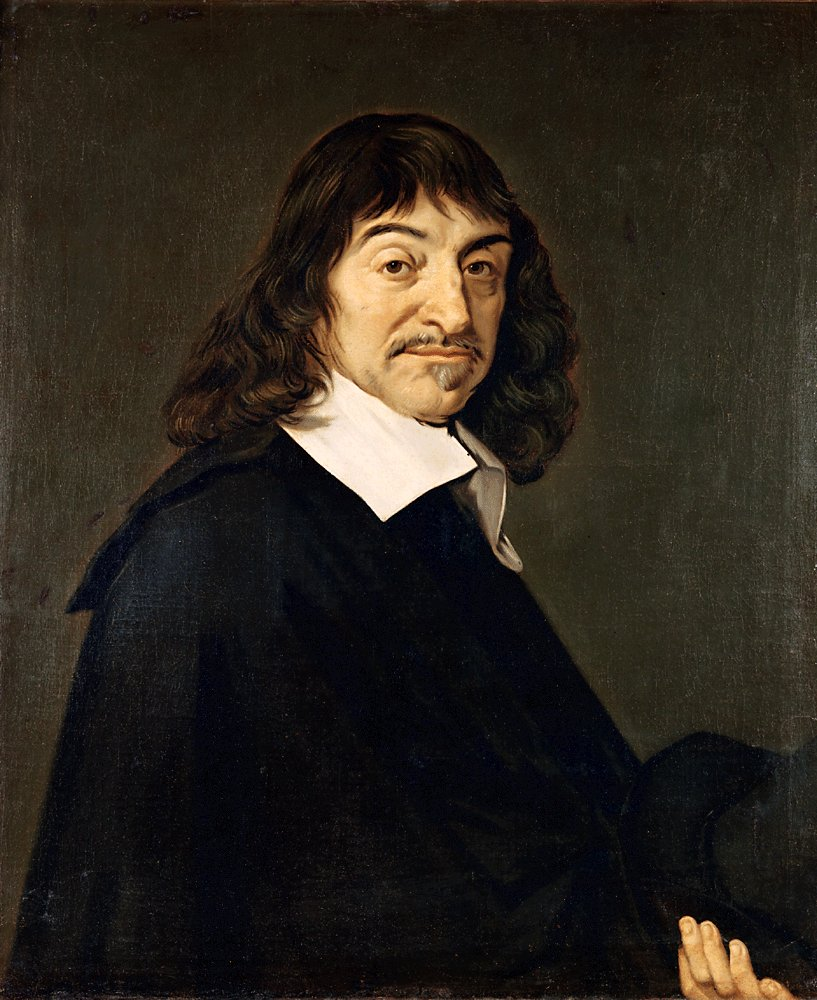
René Descartes (1649)
Gemälde von Frans Hals

Die in den Niederlanden herrschende weitgehende Lehr- und Forschungsfreiheit und die 1575 gegründete renommierte Universität Leiden zogen zahlreiche Wissenschaftler und Denker aus ganz Europa an. Auch der französische Philosoph René Descartes lebte in Leiden, vermutlich von 1628 bis 1649.
Viele Bücher über Religion, Philosophie und Naturwissenschaft, die im Ausland verboten worden oder der Inquisition anheimgefallen wären, konnten in den Niederlanden gedruckt und frei verbreitet werden. So entwickelte sich die Niederländische Republik während des 17. Jahrhunderts zu Europas „Verlagshaus“. Amsterdam, das erst 1500 seine erste Druckerei erhalten hatte, nahm Antwerpen die Führungsrolle ab und errang neben Leiden insbesondere durch die an beiden Orten tätige Druckerfamilie Elzevir hohe Bekanntheit als Druckplatz (siehe unten, Abschnitt Druckkunst).
Niederländische Rechtswissenschaftler waren für ihr Wissen im internationalen Recht geschätzt. Hugo Grotius legte den Grundstein für das moderne Seerecht; er begründete das Konzept der Freien Meere (Mare liberum), das von den Engländern, den Hauptrivalen der Niederlande, aufs Schärfste angefochten wurde. Auch formulierte Grotius in seinem Buch De iure belli ac pacis (Über Gesetze von Krieg und Frieden) Rechtsgedanken in Hinsicht auf Nationenkonflikte. Sein Kollege Cornelis van Bynkershoek gilt als der Vater der 3-Meilenzone und erreichte ebenfalls Bedeutung in der Entwicklung des Völkerrechts. Daneben stehen gleichberechtigt die Zivilrechtler, die in Europa bestimmend waren. Das zivilrechtliche Werk von Hugo Grotius zum römisch-holländischen Recht, die Inleydinge tot de Hollantsche rechtsgeleertheit, wurde auch in Deutschland stark beachtet und fand über viele, zum Teil wörtliche Zitate im weitverbreiteten Werk des Arnold Vinnius auch in der spanischen und südamerikanischen Rechtswissenschaft Berücksichtigung. Werke dieser Autoren, neben Grotius und Vinnius ist noch Johannes Voet zu nennen, gelten bis heute als Autoritäten im südafrikanischen Recht aufgrund der Kolonisation durch die Niederländer.
Christiaan Huygens war Mathematiker, Physiker und Astronom. Zu seinen Verdiensten in der Astronomie zählen die Erklärung der Saturnringe, die Entdeckung des Saturnmondes Titan und der Rotation des Mars. Auch auf dem Gebiet der Optik und Mechanik war er aktiv. Er erfand die Pendeluhr, die einen großen Schritt in Richtung exakter Zeitmessung darstellte. Er wurde als erster ausländischer Wissenschaftler Ehrenmitglied der britischen Royal Society und war der erste Direktor der 1666 gegründeten französischen Akademie der Wissenschaften. Isaac Newton lobte ihn als „elegantesten Mathematiker“ seiner Zeit.

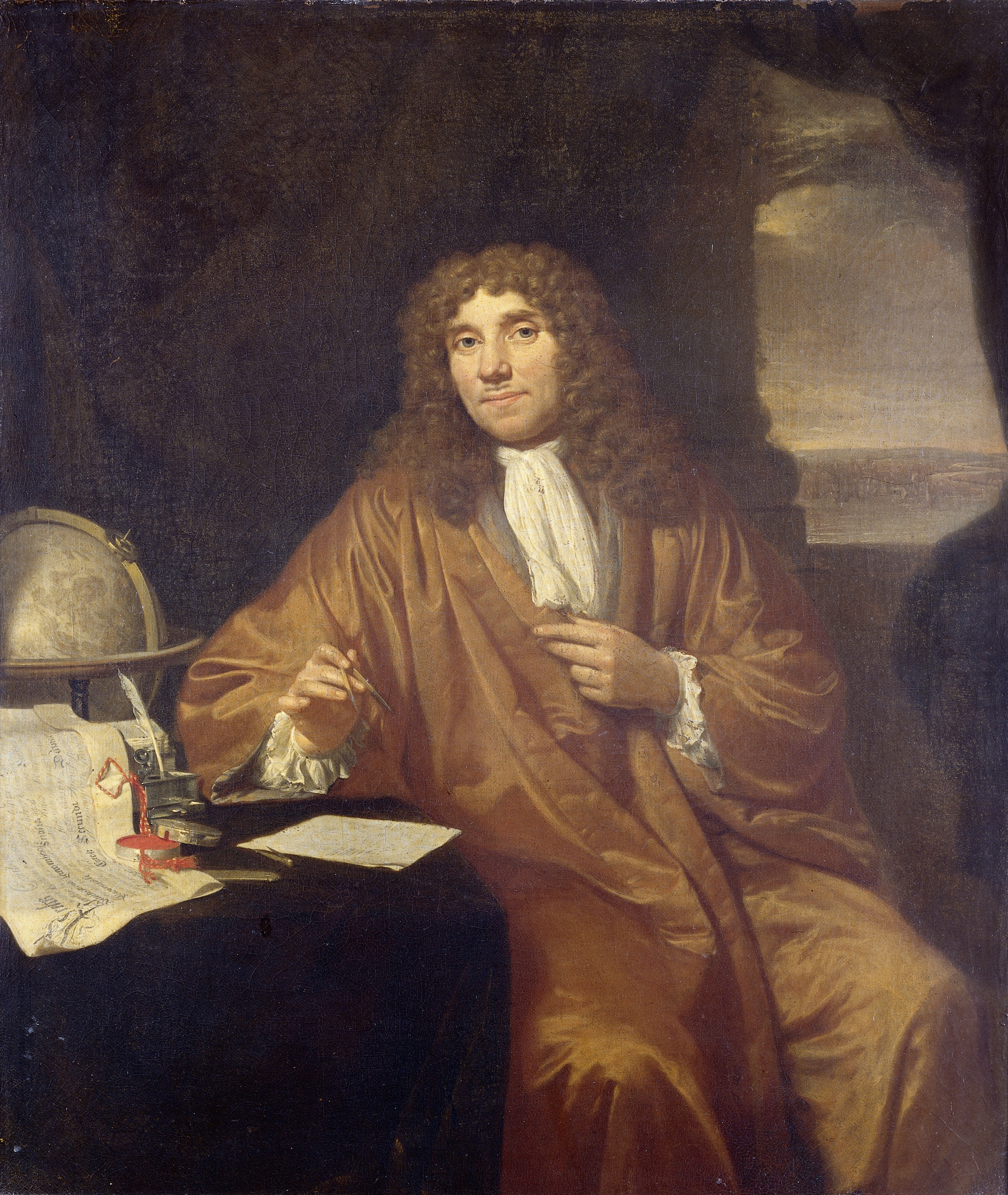
Antoni van Leeuwenhoek, 1686 Druck nach Jan Verkolje

Auf dem Gebiet der Optik war der aus Delft stammende Antoni van Leeuwenhoek der bekannteste niederländische Wissenschaftler dieser Zeit. Er entwickelte das Mikroskop entscheidend weiter, indem er die Linsen selbst schliff und Vergrößerungen bis zum 270-fachen erreichte. Er war der Erste, der methodisch mikroskopisches Leben erforschte. Er lieferte zusammen mit Jan Swammerdam die erste Beschreibung der roten Blutkörperchen, was die Grundlage der Zellbiologie schuf. Allerdings nahm er seine Kenntnisse der Kunst des Linsenschleifens mit ins Grab, so dass erst im 19. Jahrhundert mit verbesserten Linsen an diese Untersuchungen angeknüpft werden konnte.
Berühmte niederländische Wasserbauingenieure waren Simon Stevin, der die Unmöglichkeit des Perpetuum mobile beweistechnisch nahelegte und die Dezimalzahlen im täglichen Gebrauch einführte, sowie Jan Leeghwater aus De Rijp, der, als Jan Adriaenszoon in einem Dorf inmitten eines Moores geboren, Methoden zur Trockenlegung von Moorgebieten und zur Umwandlung von Seen in Polder entwickelte und dazu Mühlen entwarf. Aus hohem Wasserstand machte er niedrigen - und nannte sich folgerichtig Leeghwater, „Niedrigwasser“. Er war der Begründer des modernen niederländischen Entwässerungs- und Landgewinnungssystems.

### Kunst und Kultur
„Das Goldene Zeitalter war die einzige Epoche, in der Gegenwartskunst in breiten Bevölkerungsschichten populär war und nicht nur von einer Avantgarde geschätzt wurde.“

Die Niederlande durchliefen im Goldenen Zeitalter eine kulturelle Entwicklung, die sich von der ihrer Nachbarstaaten deutlich unterschied und allgemein als Höhepunkt der holländisch-niederländischen Zivilisation angesehen wird. Während in anderen Ländern reiche Aristokraten Schirmherren und Gönner der Künste waren, spielten in den Niederlanden wohlhabende Händler und andere Patrizier diese Rolle. Hier bildete die aufstrebende, ungewöhnlich breite Mittelschicht zusammen mit den reichen Bauern das entscheidende Potential für die ökonomische wie auch für die gesellschaftliche und kulturelle Entwicklung des Landes.
Sie alle stellten einen riesigen Markt für den Absatz gewerblicher und künstlerischer Erzeugnisse dar. Durch ihr wachsendes gesellschaftliches Ansehen entstand bei Händlern, Handwerkern, kleinen Beamten oder Offizieren das Bedürfnis, ihren Status zur Schau zu stellen, und zwar auf eine vergleichbare Weise, wie es im Hochadel und Klerus gang und gäbe war. Dank ihrer Kaufkraft konnten sie sich diese Wünsche erfüllen. Durch das allgemein gesteigerte Interesse an der Beschreibung der sichtbaren Welt wurde der Wunsch nach Kunstbesitz geradezu unersättlich, und die Nachfrage nach weltlicher Malerei blühte auf wie nie zuvor und nirgendwo sonst. Porträts beispielsweise sollten den gesellschaftlichen Rang der eigenen Person darstellen, wenn nicht erhöhen. Das über die unbedingt erforderlichen Einrichtungsgegenstände hinausgehende Mobiliar wurde als Statussymbol betrachtet, was sich im Besitz prächtiger Eichentruhen, achteckiger Tische und teurer Betten bei den Bauern und in kostbaren Uhren, Spiegeln, Porzellan oder Besteck der Bürgerschaft ausdrückte. Der teilweise ins Unerhörte wachsende Reichtum der Niederländer garantierte somit die Lebensgrundlage der Künstler des 17. Jahrhunderts (selbst wenn nur die wenigsten vollständig davon leben konnten) und hatte zur Folge, dass es eine ungleich bessere „Kunstversorgung“ der Bevölkerung gab als irgendwo sonst in Europa.
Kunst und Kultur, dabei besonders die Malerei, entwickelten sich zusammen mit ihren neuen „Kunden“ zu einem bedeutenden Wirtschaftsfaktor. Den schon damals gültigen Gesetzen der freien Marktwirtschaft folgend, wurde das „Dienstleistungsgewerbe Kunst“ immer differenzierter, es bildeten sich zum Beispiel Fachbetriebe für bestimmte Gattungen der Malerei aus und gleichzeitig entstanden Bildgattungen, deren Motive für die Malerei Neuland waren, wie beispielsweise die Landschaftsmalerei und das Genre der Sittengemälde. Auch stilistisch wurde die Kunstlandschaft immer vielfältiger, so dass die Auftraggeber sogar Malweisen, sei es der flämisch-italienischen oder der holländischen Schule selbst bestimmen konnten.
So bestimmten bürgerliche Auftraggeber die Kunstproduktion, die auf dem Selbstverständnis einer frühkapitalistischen Republik fußte, was zu einem höheren Realismus und zur Bevorzugung bestimmter Kunstgattungen wie Porträtmalerei (Einzel- und Gruppenbildnis), Genrebilder oder Stilllebenmalerei führte. Die schutterij, die Schützen mit ihrer Schützengilde und die rederijkers, die Dichter, organisiert in der rederijkerskamer, der Dichtergilde (seinerzeit „Redekammer“ genannt), waren gleichzeitig kulturelle Zentren und Förderer der Künste. Die Schützen hatten sich zu einer Art städtischen Bürgerwehr organisiert und sorgten nachts für Ruhe und Ordnung in den Städten. Alle männlichen Einwohner waren ihr zu Dienst verpflichtet. Die Dichtergilden stellten Vereinigungen auf Stadtebene dar, die literarische Aktivitäten begünstigten und unterstützten. Die Städte waren ebenso stolz auf diese Gilden wie die Bürger auf ihre Mitgliedschaft, die sie sich viel kosten ließen. Große niederländische Dichter, wie zum Beispiel Pieter C. Hooft und Joost van den Vondel, waren Mitglieder einer Rederijkerskamer. Die einzelnen Gilden und Gildenmitglieder ließen sich gerne und oft bei der Ausübung ihrer Ehrenaufgabe porträtieren. Ein Beispiel dafür ist das Bild der Nachtwache von Rembrandt van Rijn.

#### Malerei
Im 17. Jahrhundert erreichte die Malerei in den Niederlanden eine derartige Blüte, dass sie gelegentlich alleine mit dem Begriff des Goldenen Zeitalters verbunden wird.
Bereits im 16. Jahrhundert war die Kunstproduktion beachtlich. Allein in Antwerpen sollen 1560 mehr als 300 Meister mit Malerei und Graphik beschäftigt gewesen sein, hingegen nur 169 Bäcker und 78 Fleischer. Nun entstanden in dem dicht besiedelten Land in kurzer Zeit und auf engstem Raum viele Zentren der Malerei – neben Amsterdam etwa Haarlem, Delft, Utrecht, Leiden, Den Haag und Deventer. Bald waren Malerei und Druckgraphik geradezu allgegenwärtig, die Niederlande wurden zu einer riesigen „Kunstfabrik“. Jährlich kamen 70.000 Bilder auf den Markt, wobei 650 bis 700 niederländische Maler durchschnittlich jeweils 94 Bilder im Jahr malten, berühmte und weniger berühmte Maler gemeinsam mit ihren Schülern nahezu fließbandartig produzierten. Historiker wie Michael North schätzen, dass so etliche Millionen Bilder hergestellt wurden, wovon heute kaum mehr zehn Prozent erhalten sind. Jedenfalls besaß, statistisch gesehen, in dieser Zeit jeder Einwohner 2,5 Bilder.

„Es war nicht ungewöhnlich, wenn 1643 ein Leidener Tuchfärber 64 Gemälde besaß und zwei andere Färber in den 70er Jahren des 17. Jahrhunderts 96 bzw. 103 Gemälde ihr eigen nannten.“

Die traditionellen kirchlichen Bildthemen wurden seit der Reformation indessen als „katholisch“ abgelehnt (siehe Bildersturm); die protestantischen Bürger wollten ihre Religiosität, ihre Lebensführung und ihre ureigenen Themen und Probleme – in erster Linie also sich selbst in ihrem beruflichen und privaten Umfeld, und in möglichst vorteilhafter Weise – verewigt sehen. Dies führte zur Ausprägung neuer Bildgattungen (z. B. Tronjes) und zur Erfindung neuer Bildthemen. Es entstanden geradezu massenweise Einzelporträts und Gruppenbildnisse, auf denen die Familie, die Verwandtschaft, die Gildemitglieder, das Ratskollegium oder Festivitäten und Feierlichkeiten festgehalten waren; Stillleben gewährten Einblicke in das tägliche Leben des Bürgertums mit protzigen, sinnesfreudigen Interieurs hinter äußerlich unscheinbar und klassizistisch streng daherkommenden, schmalen Bürgerhäusern. Vanitas-Motive rechtfertigten die Zurschaustellung von Reichtum und Macht durch ihre warnende Botschaft.

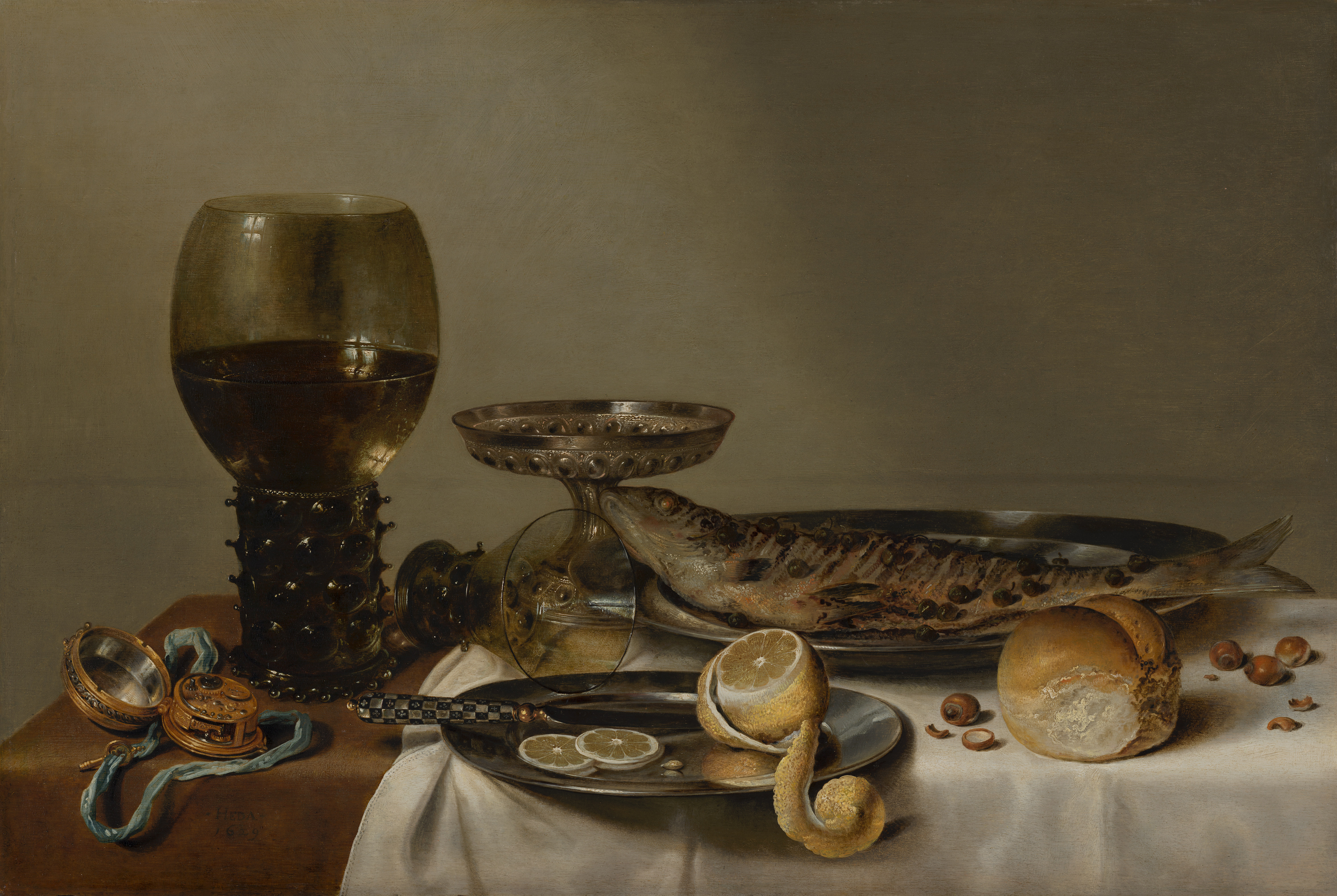
Stillleben von Willem Claesz. Heda
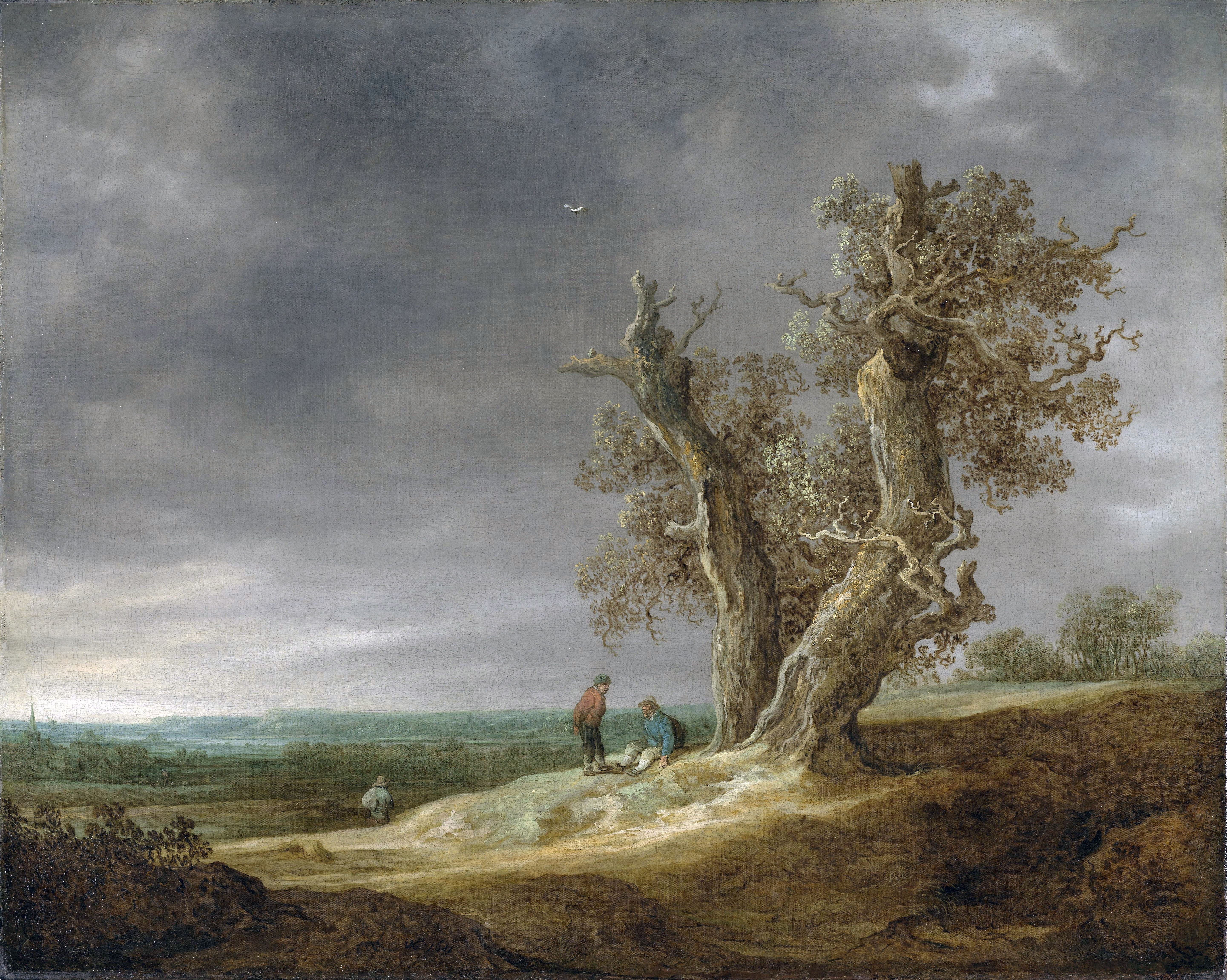
Landschaftsmalerei von Jan van Goyen
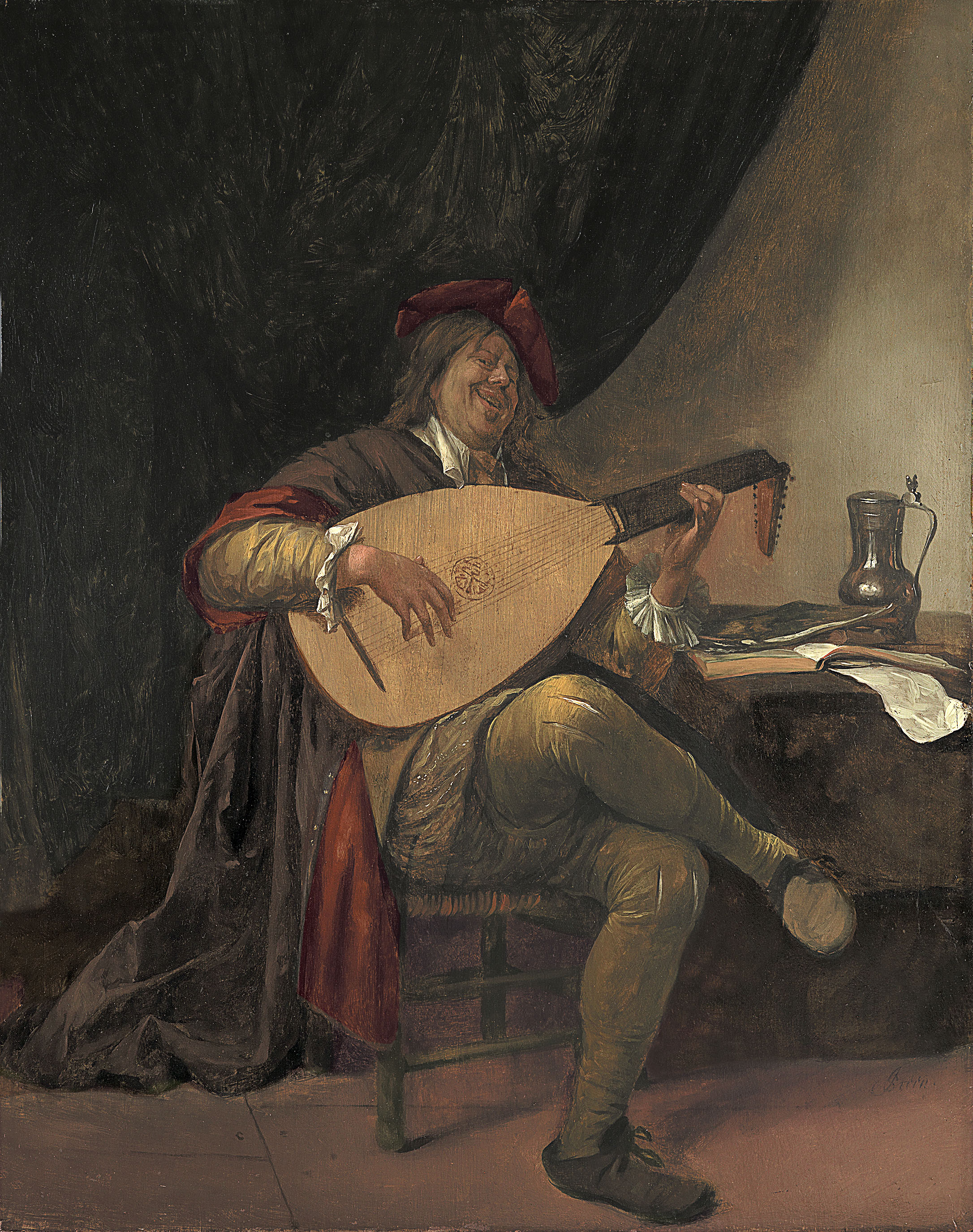
Bauernsatire von Jan Steen
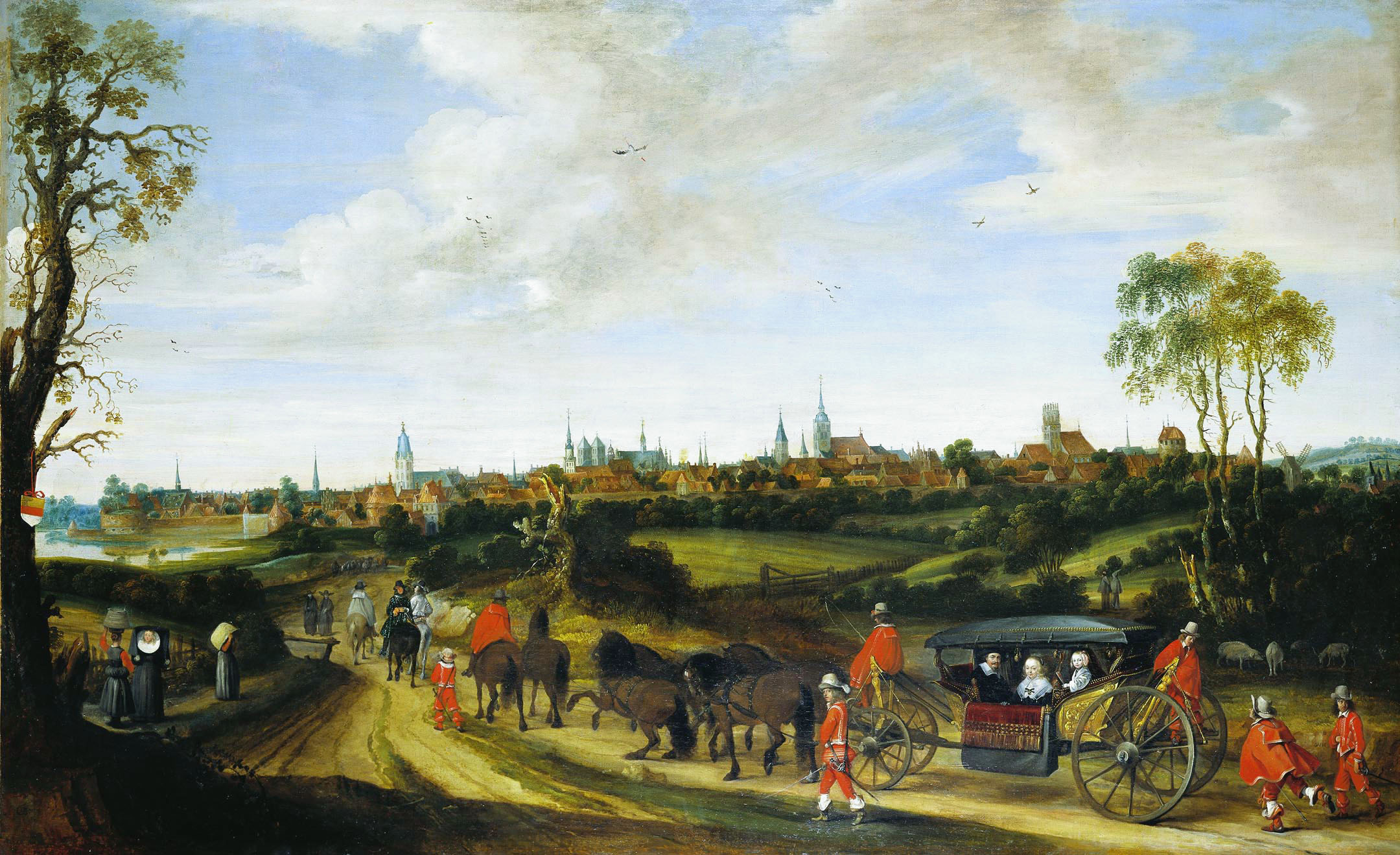
Genrebild von Gerard ter Borch
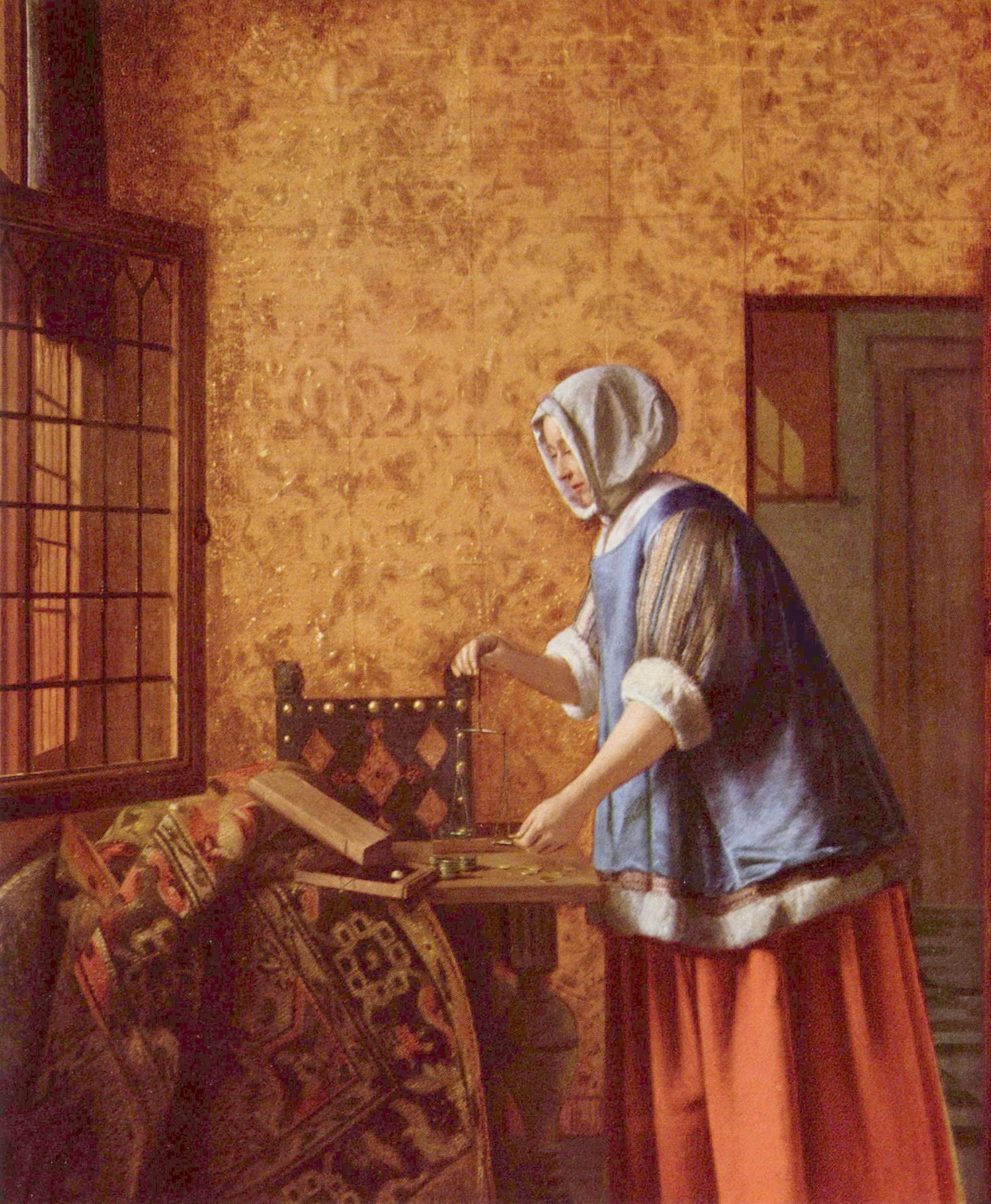
Genrebild von Peter de Hooch
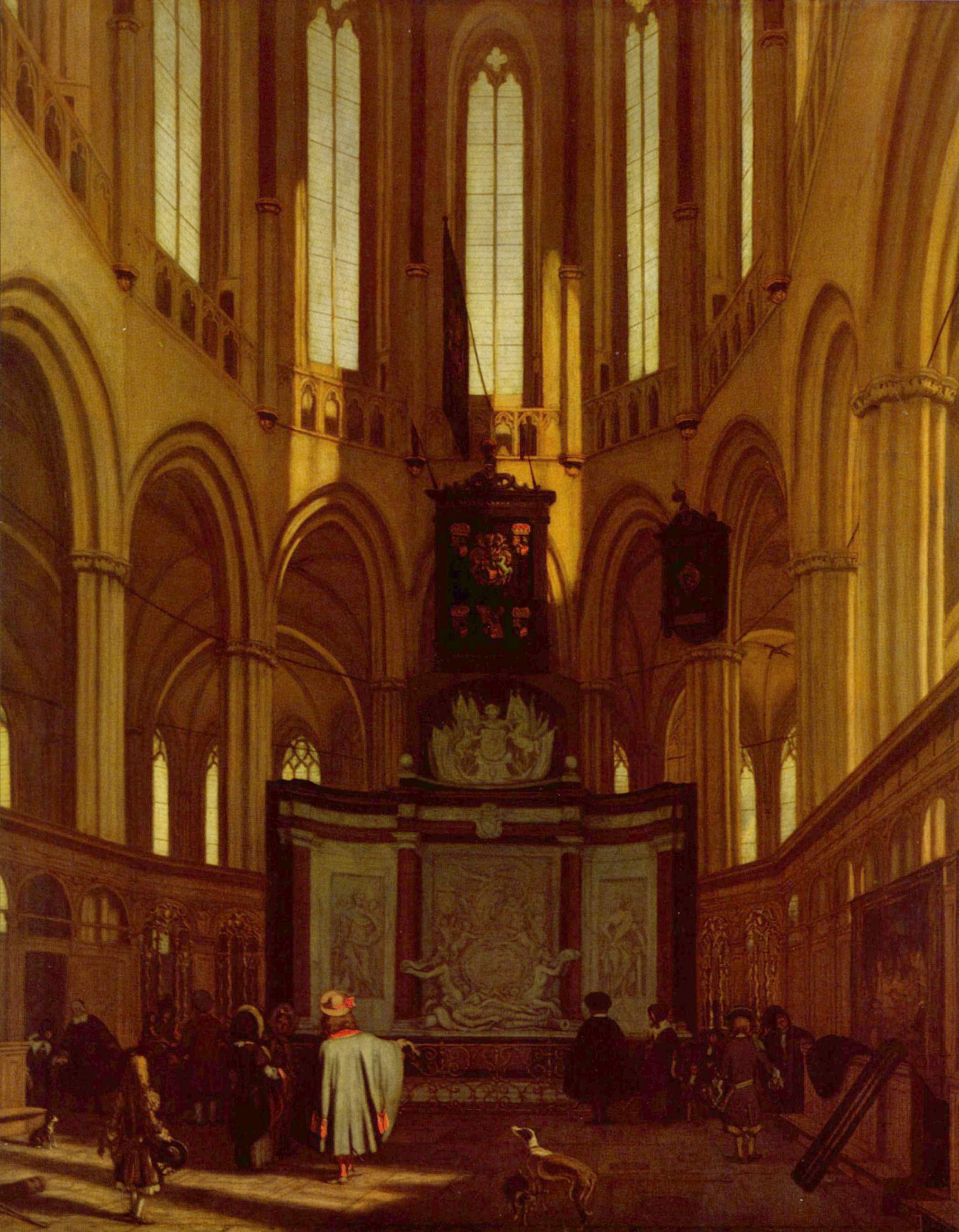
Architekturmalerei von Emanuel de Witte
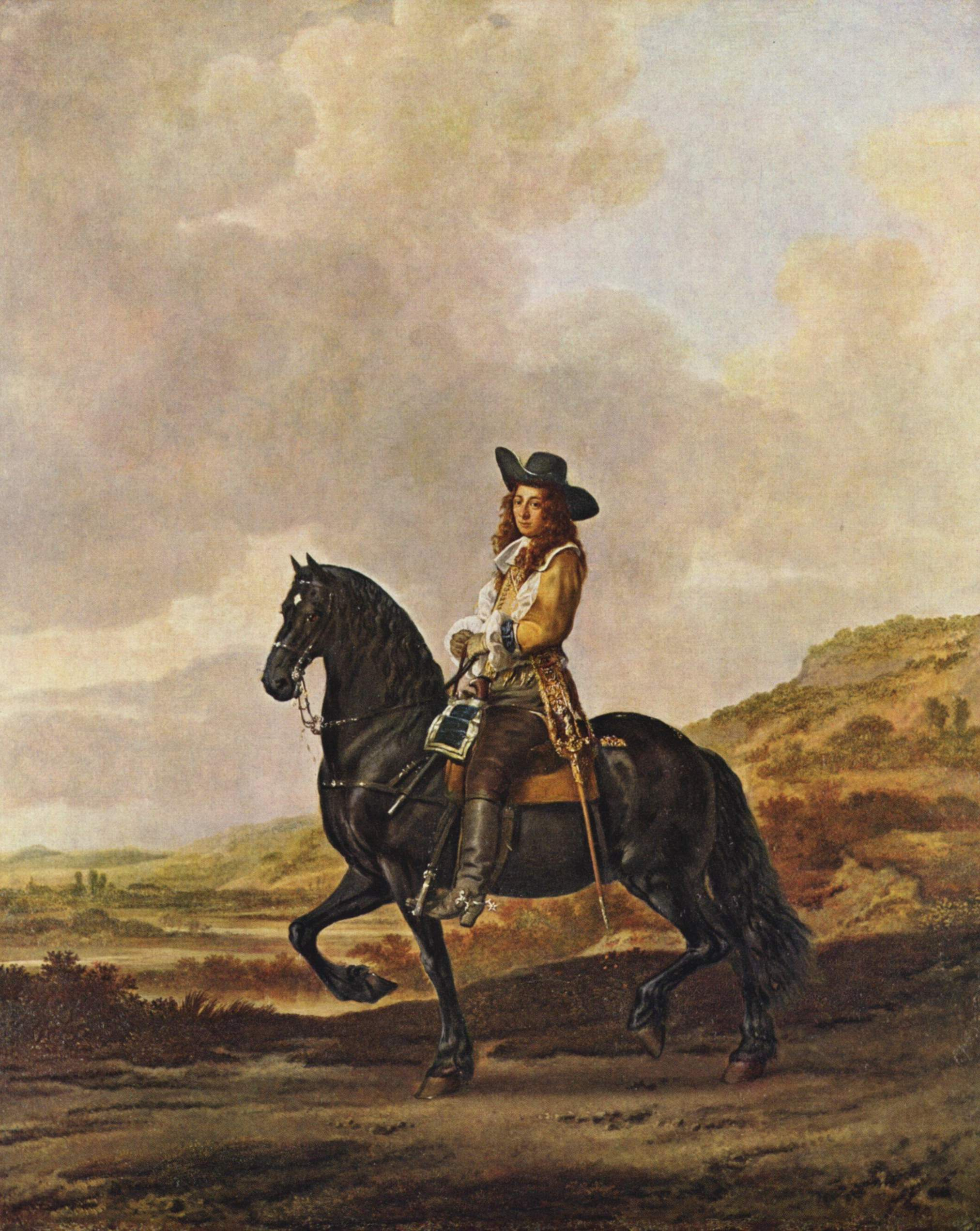
Porträtmalerei von Thomas de Keyser
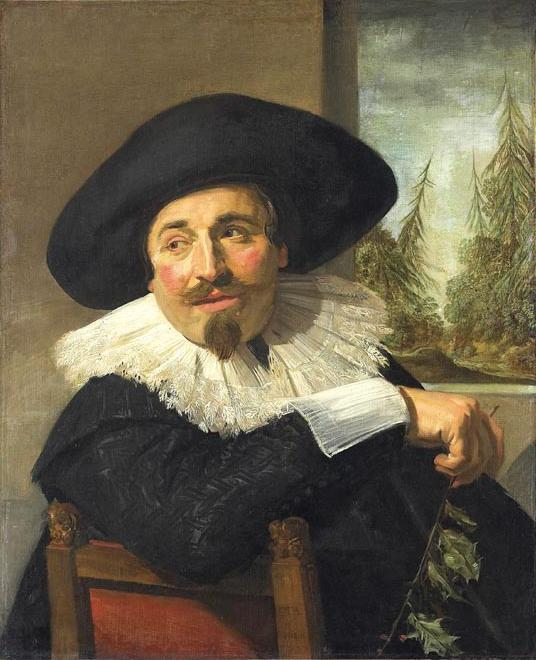
Porträtmalerei von Frans Hals

Eine nie da gewesene Spezialisierung innerhalb der Malerei setzte ein. Willem Claesz. Heda und Willem Kalf malten nur Stillleben. Ihre „Ontbijtjes“, ihre „Frühstücks“-Stillleben, hatten sie sogar auf wenige Gegenstände reduziert, die sie mit geringen kompositorischen Änderungen wieder und wieder variierten. Jan van Goyen, Jacob van Ruisdael und Meindert Hobbema standen für die Landschaftsmalerei, Jan Steen, Adriaen van Ostade und Adriaen Brouwer für die Bauernsatire, Gerard Terborch und Pieter de Hooch für das Gesellschaftsstück (einer Variation des Genrebildes, das bäuerliche Festlichkeiten thematisiert), Pieter Jansz Saenredam und Emanuel de Witte für die Architekturmalerei, Thomas de Keyser und Frans Hals für Porträts.
Willem van de Velde hatte sich auf Schiffe spezialisiert, Paulus Potter malte Tierbilder, bald nur noch Rinder, Philips Wouwerman Pferde, hauptsächlich Schimmel, Melchior d’Hondecoeter beschränkte sich fast ausschließlich auf Vögel, Jan van Huysum auf Blumen und Abraham van Beijeren auf Austern, Hummer und Früchte, während Pieter Claesz der Mann für feines Silberzeug war.

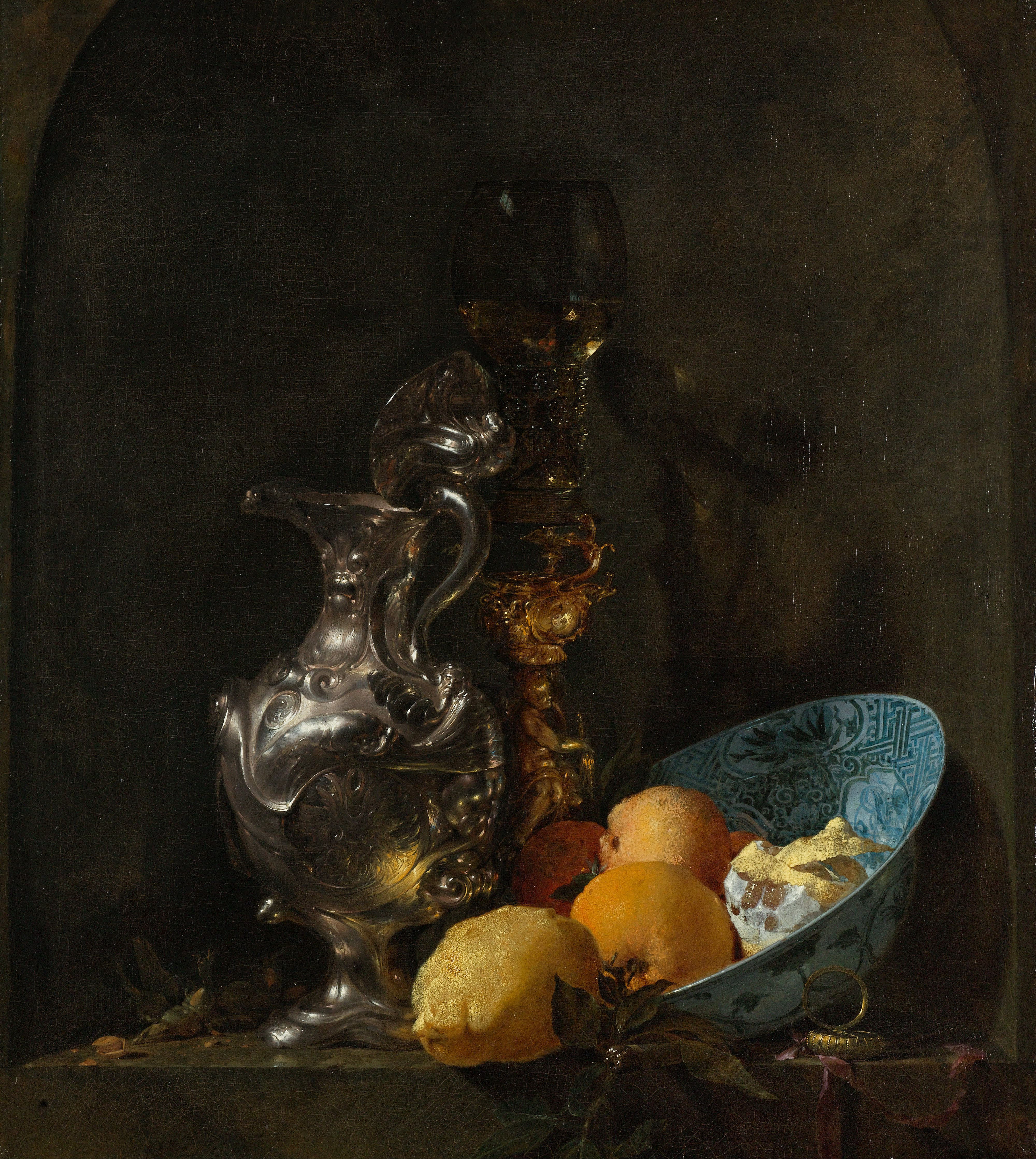
Ontbijtje von Willem Kalf
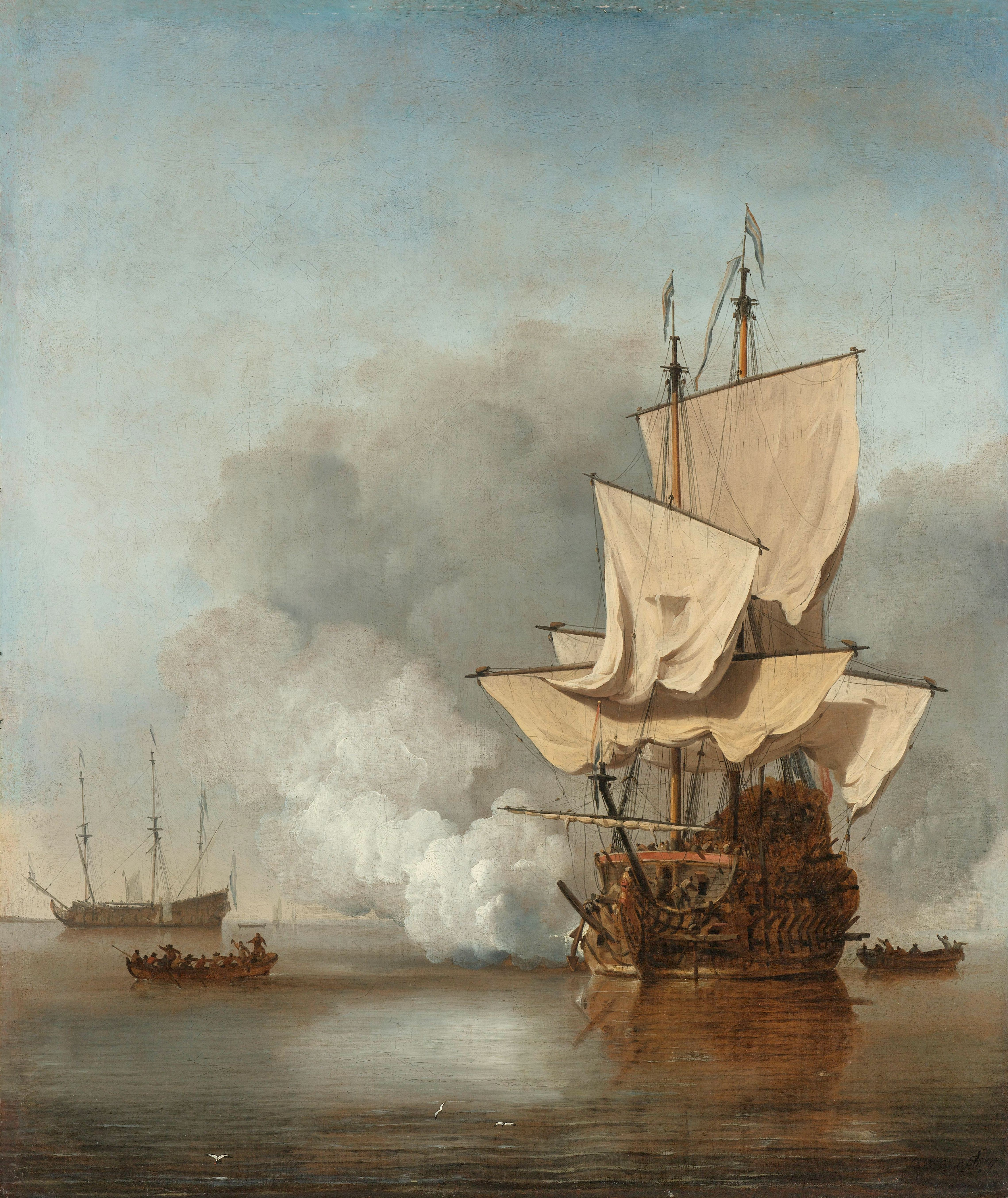
Schiffe von Willem van de Velde
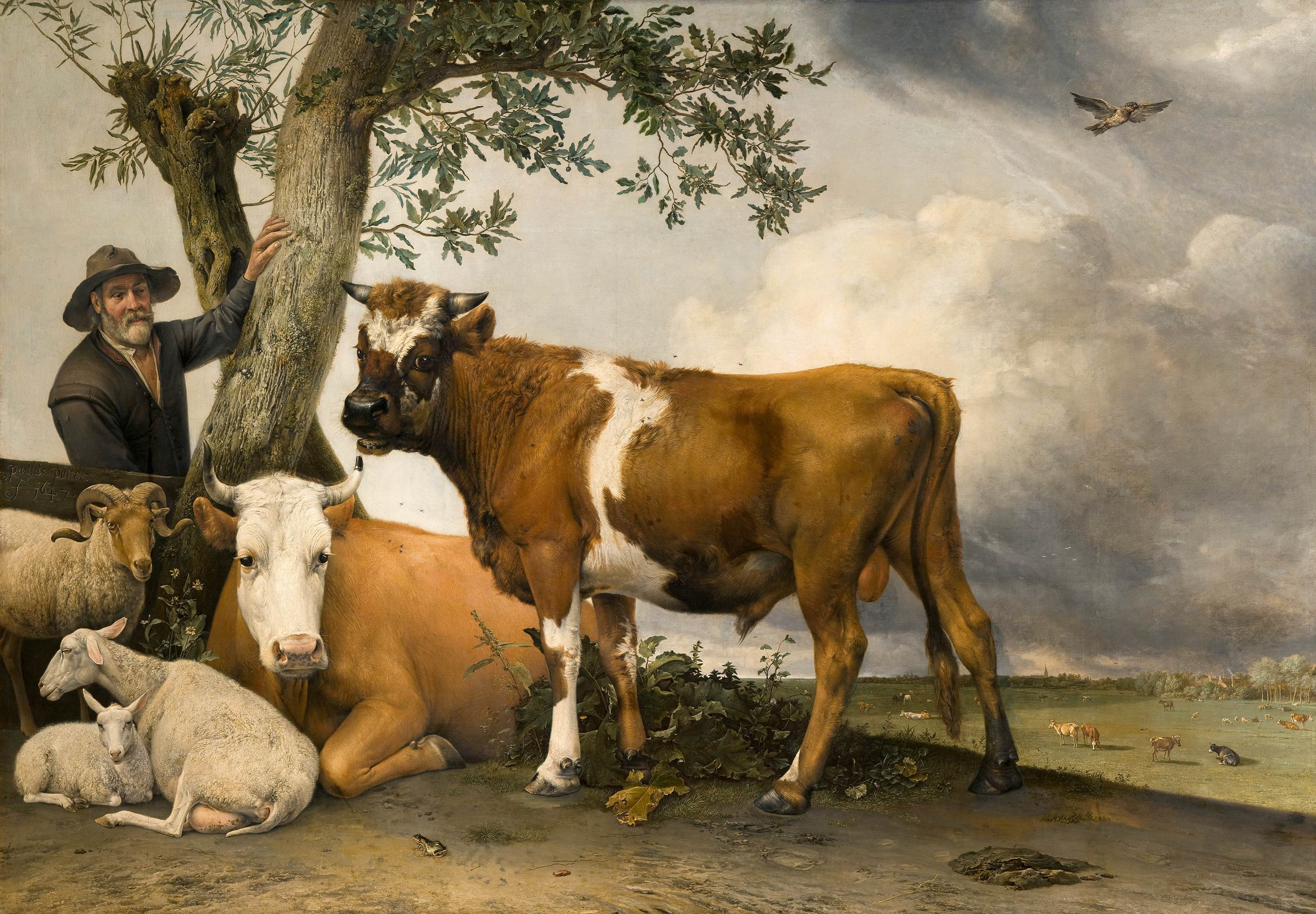
Der Stier von Paulus Potter
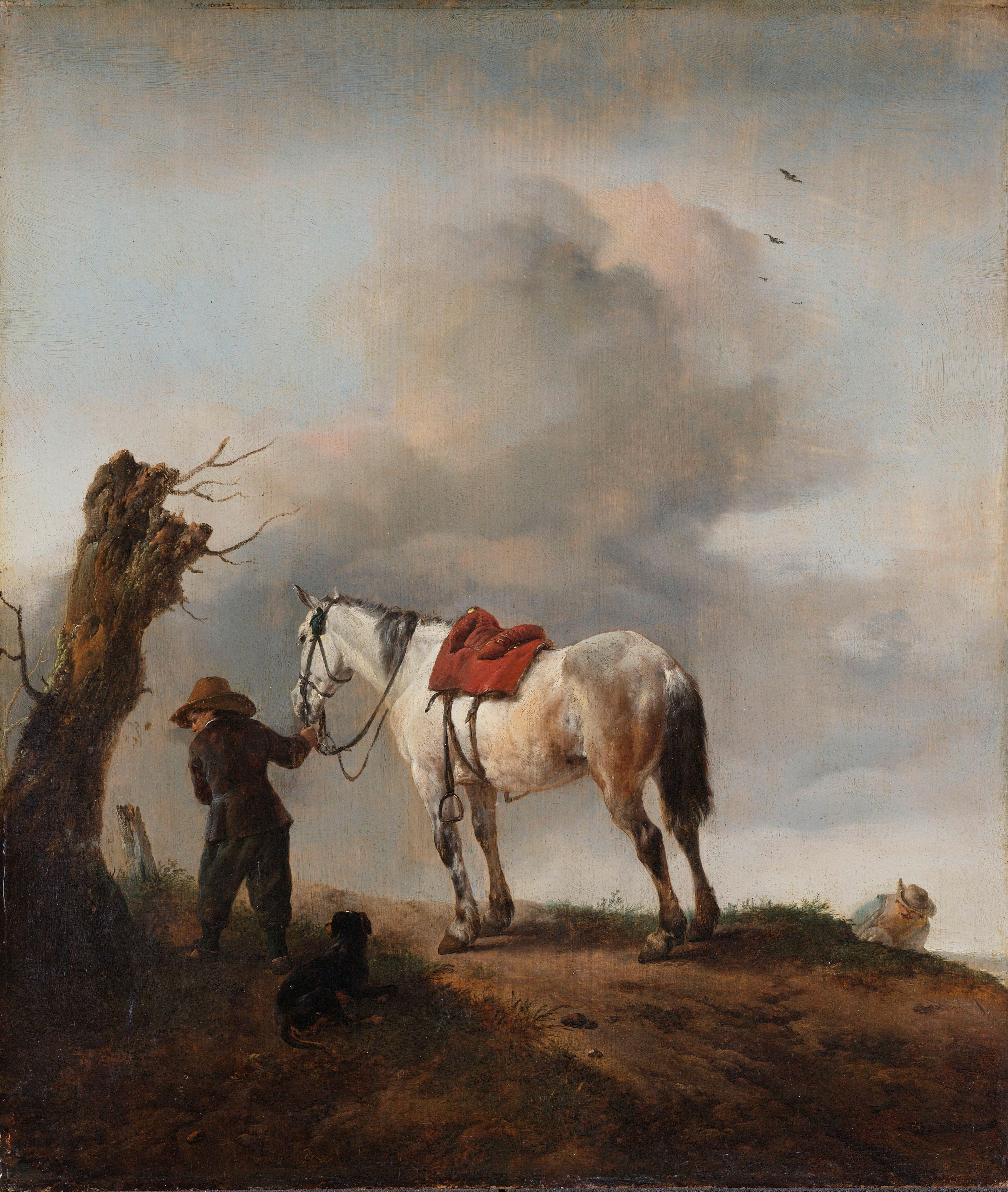
Schimmel von Philips Wouwerman
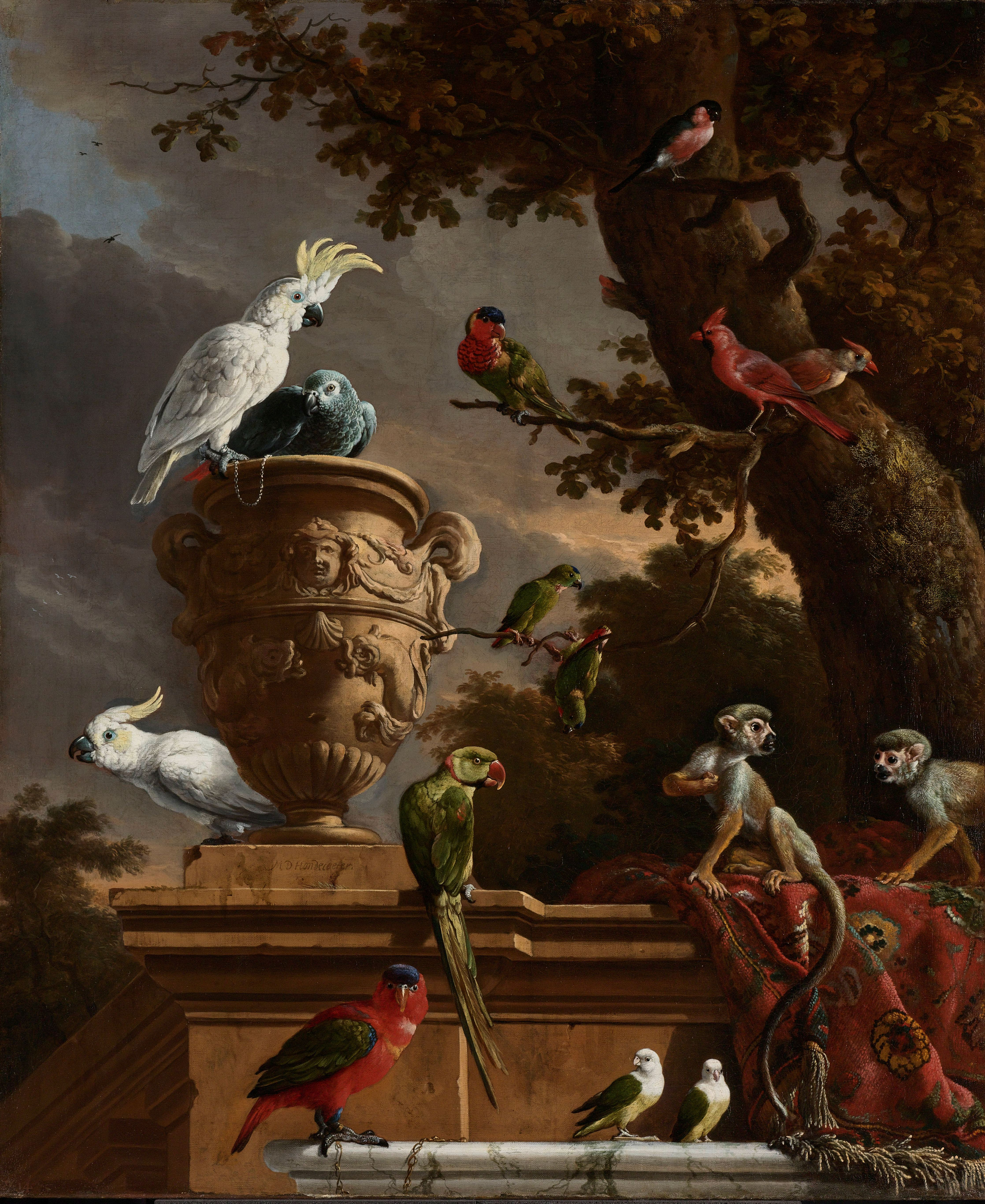
Geflügel von Melchior d’Hondecoeter
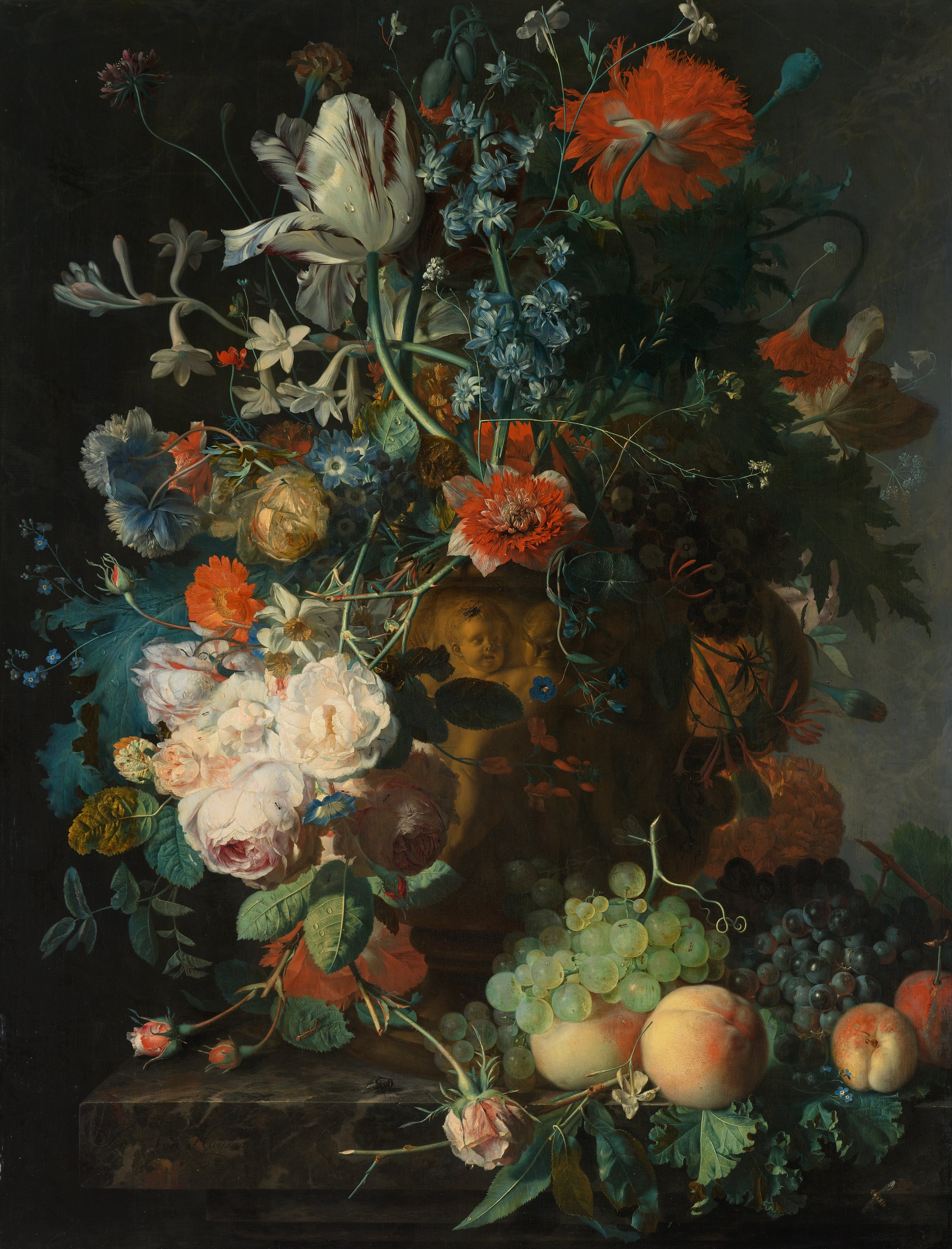
Blumen von Jan van Huysum
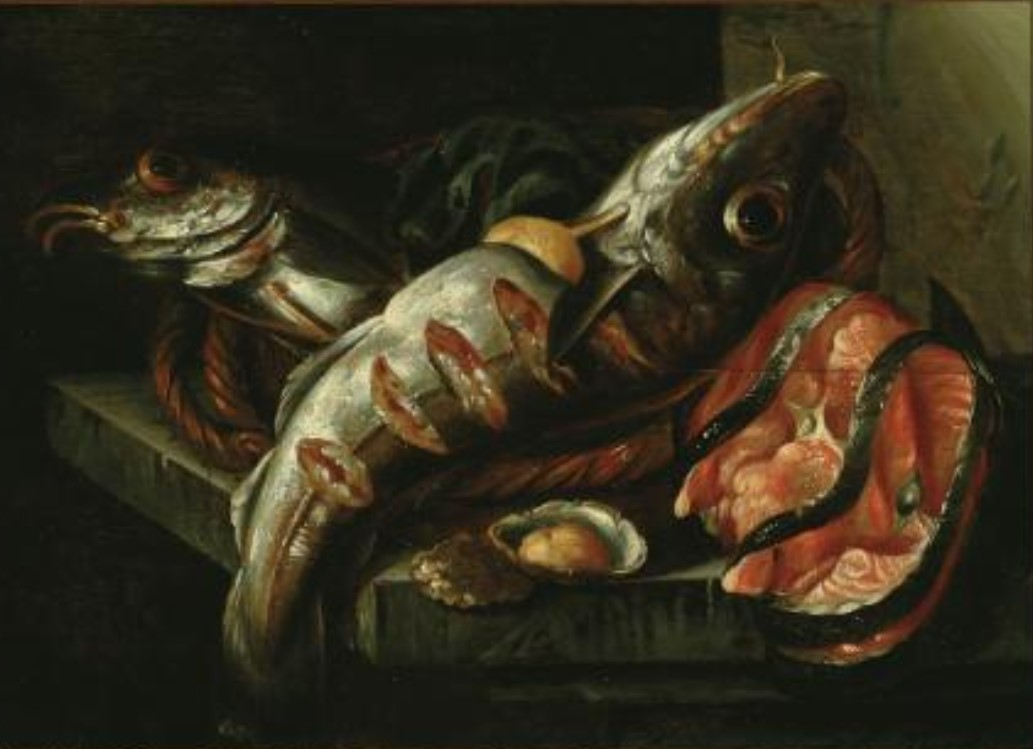
Meeresfrüchte von Isaac van Duynen
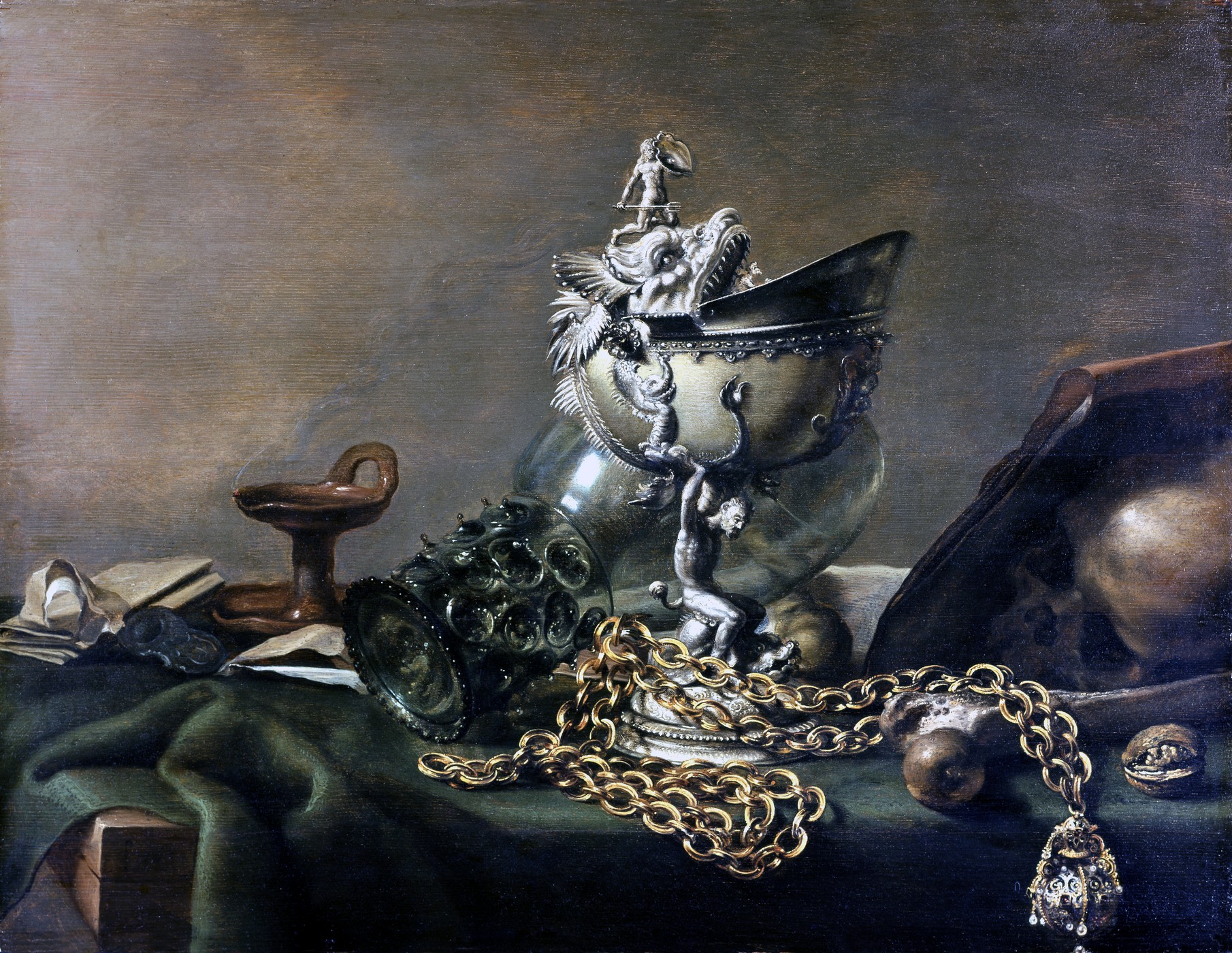
Feines Silberzeug von Pieter Claesz

Die Preise der zunächst meist auf offener Straße, auch auf Jahrmärkten, angebotenen Bilder waren im Allgemeinen sehr niedrig, und der wachsende Bedarf zog eine rasante Erhöhung der Produktion und damit ein stetiges Anwachsen des Malerstandes nach. Diese Überzahl von Künstlern innerhalb einer regelrechten Bilderindustrie führte zur Entwicklung eines Künstlerproletariats. Viele, heute hochgeschätzte Maler mussten ihren Lebensunterhalt anderweitig finanzieren, die wenigsten konnten allein von der Malerei leben. Jan Steen betrieb ein Wirtshaus, Jakob Ruisdael war Arzt, Jan van Goyen handelte mit Tulpen, Meindert Hobbema war Steuereintreiber, die Malerfamilie van de Velde betrieb ein Leinwandhaus. Viele Künstler nahmen auch Tätigkeiten als sogenannte Grobmaler – also Anstreicher – an, wenn die Aufträge als Feinmaler ausblieben. Beide Gruppen, Grob- und Feinmaler, gehörten ohnehin lange derselben Gilde an.
Singuläre Spitzenkräfte wie Rembrandt oder Vermeer waren keineswegs zeittypisch und wurden in ihrer Genialität damals von nur wenigen erkannt. Im Gegensatz zu ihren hoch spezialisierten Kollegen machten sie sich verschiedene Genres zu Eigen und hinterließen ein vielseitiges Œuvre.

Meisterwerke von Rembrandt
Die Nachtwache
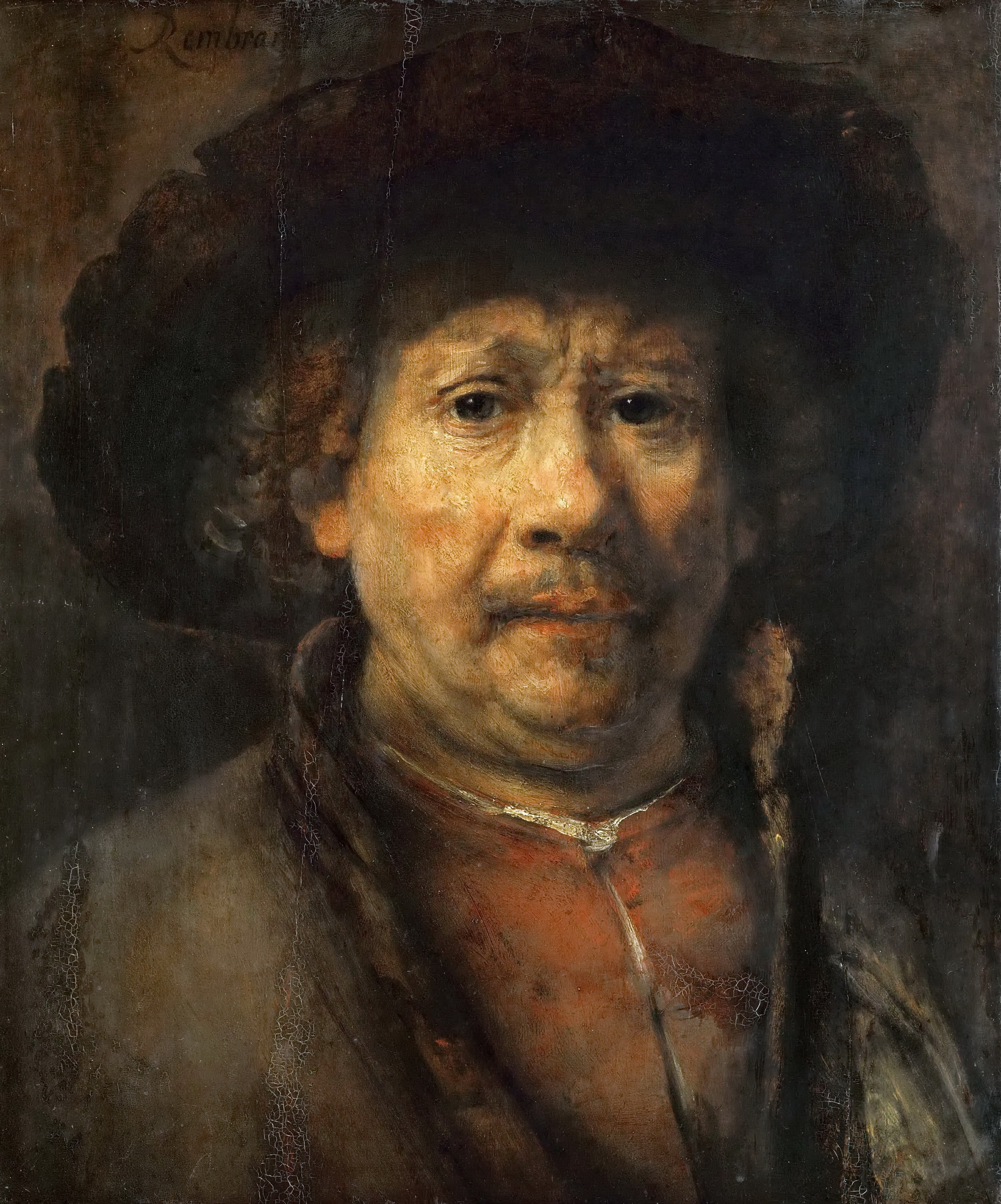
Selbstbildnis
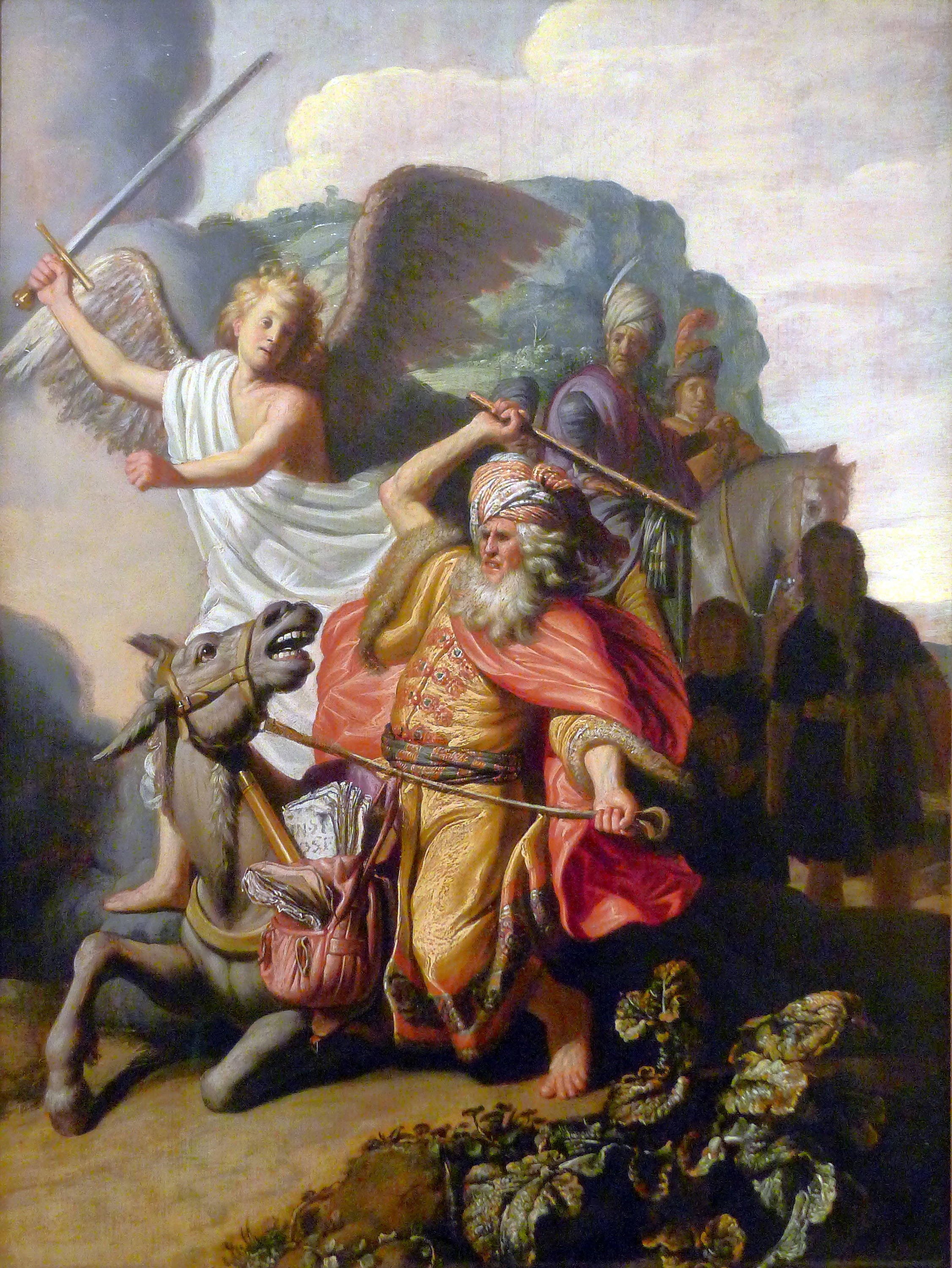
Bileam und die Eselin
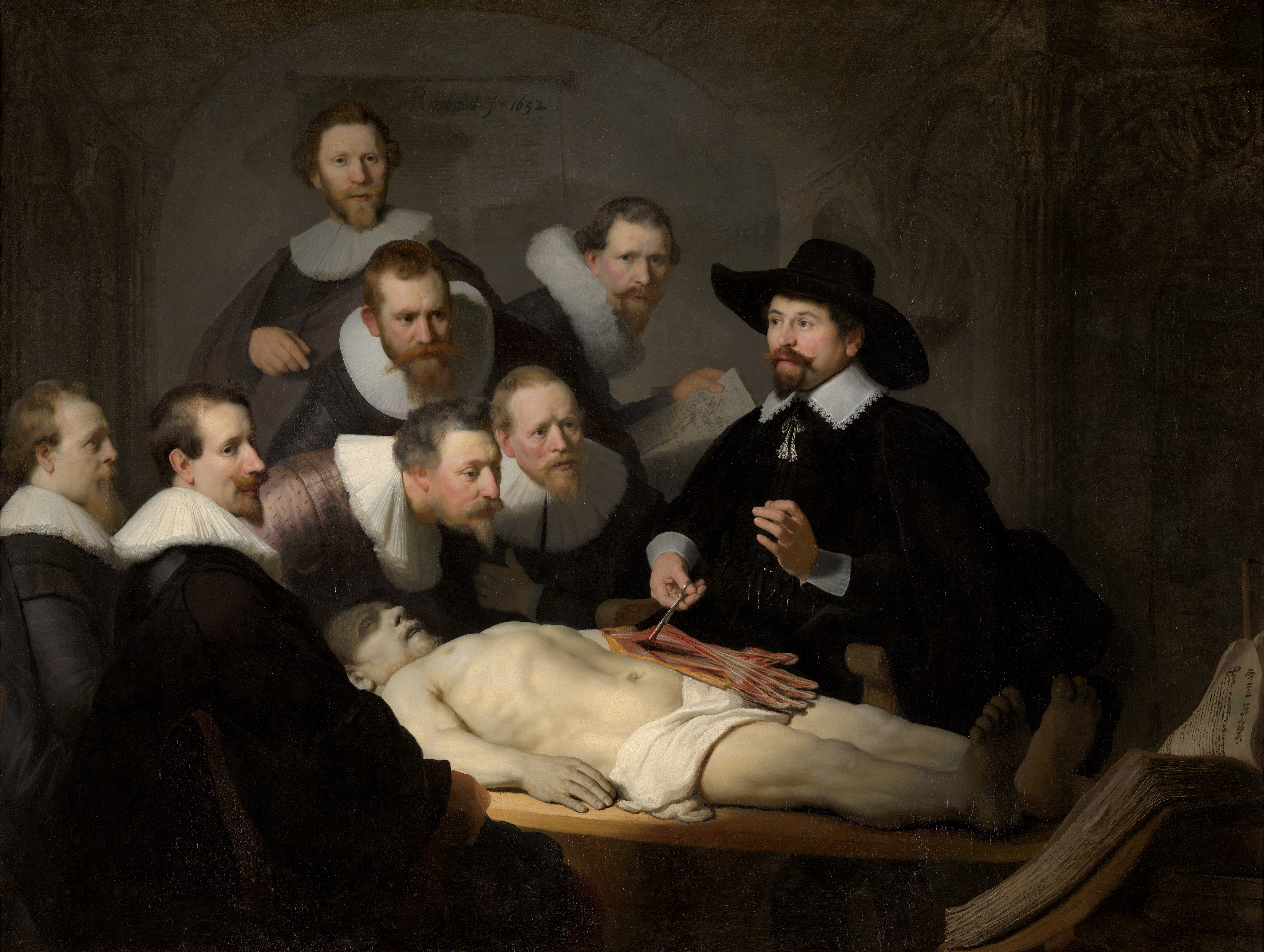
Die Anatomie des Dr. Tulp
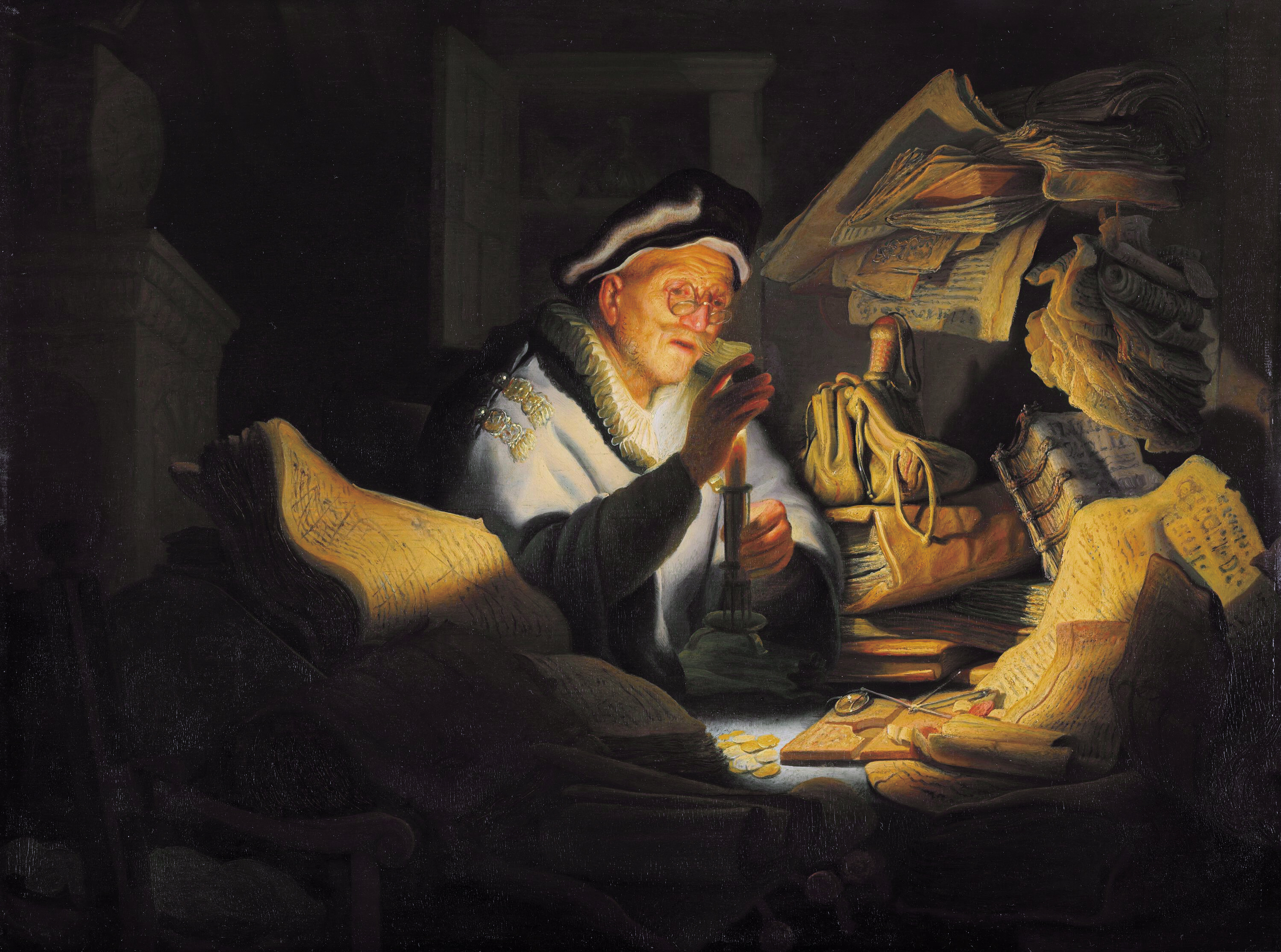
Der Geldwechsler
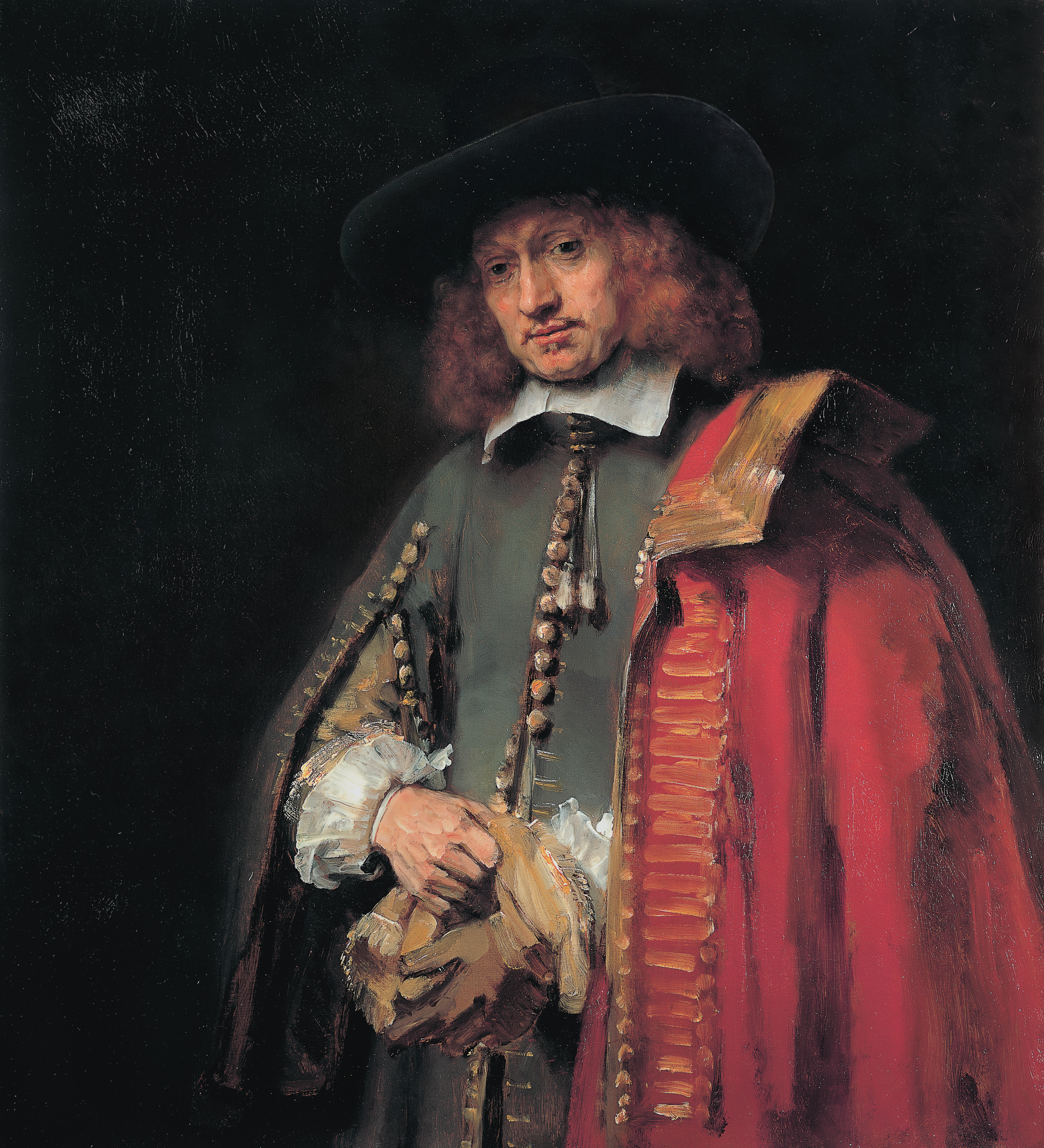
Porträt des Jan Six
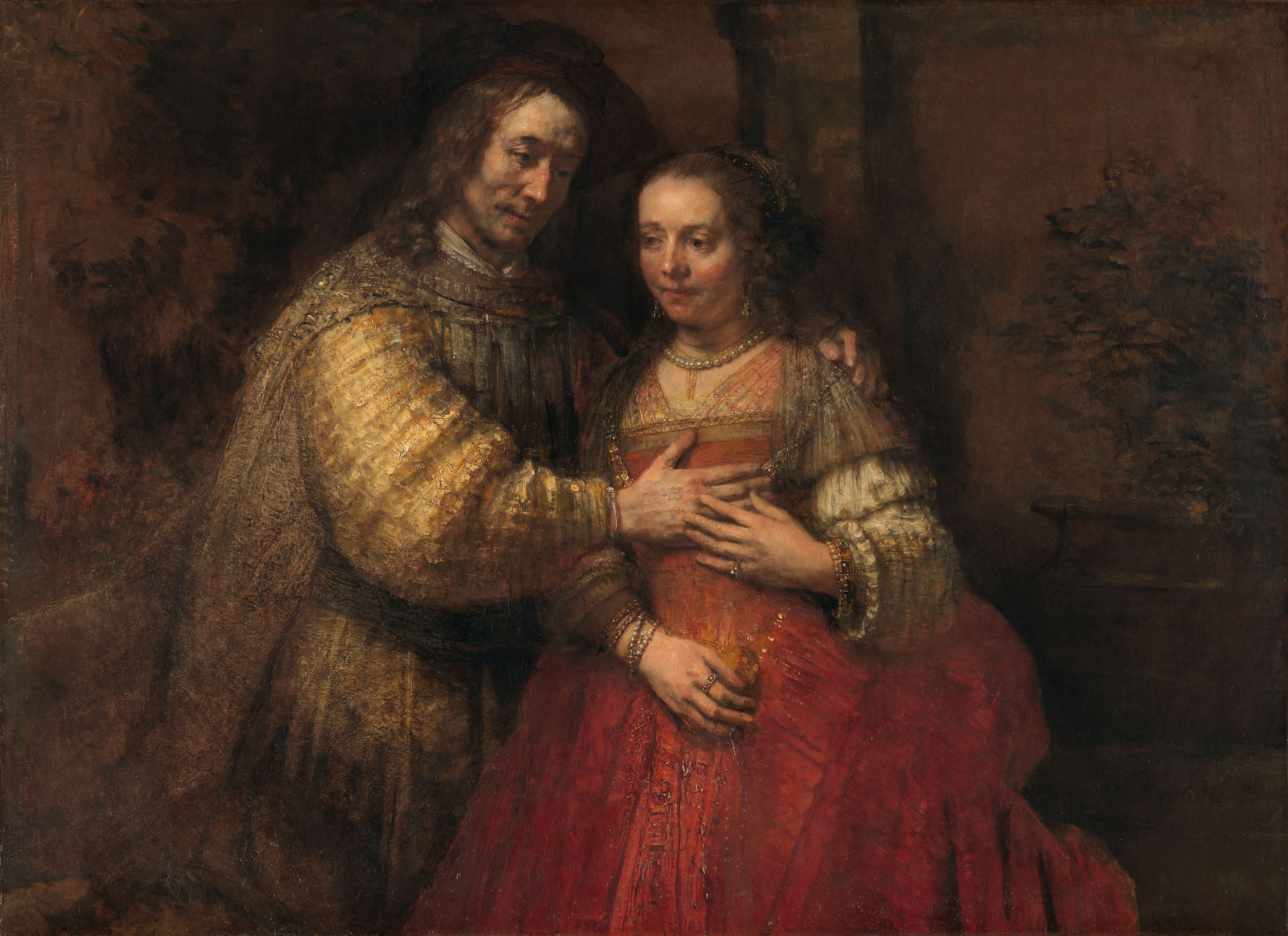
Die Judenbraut
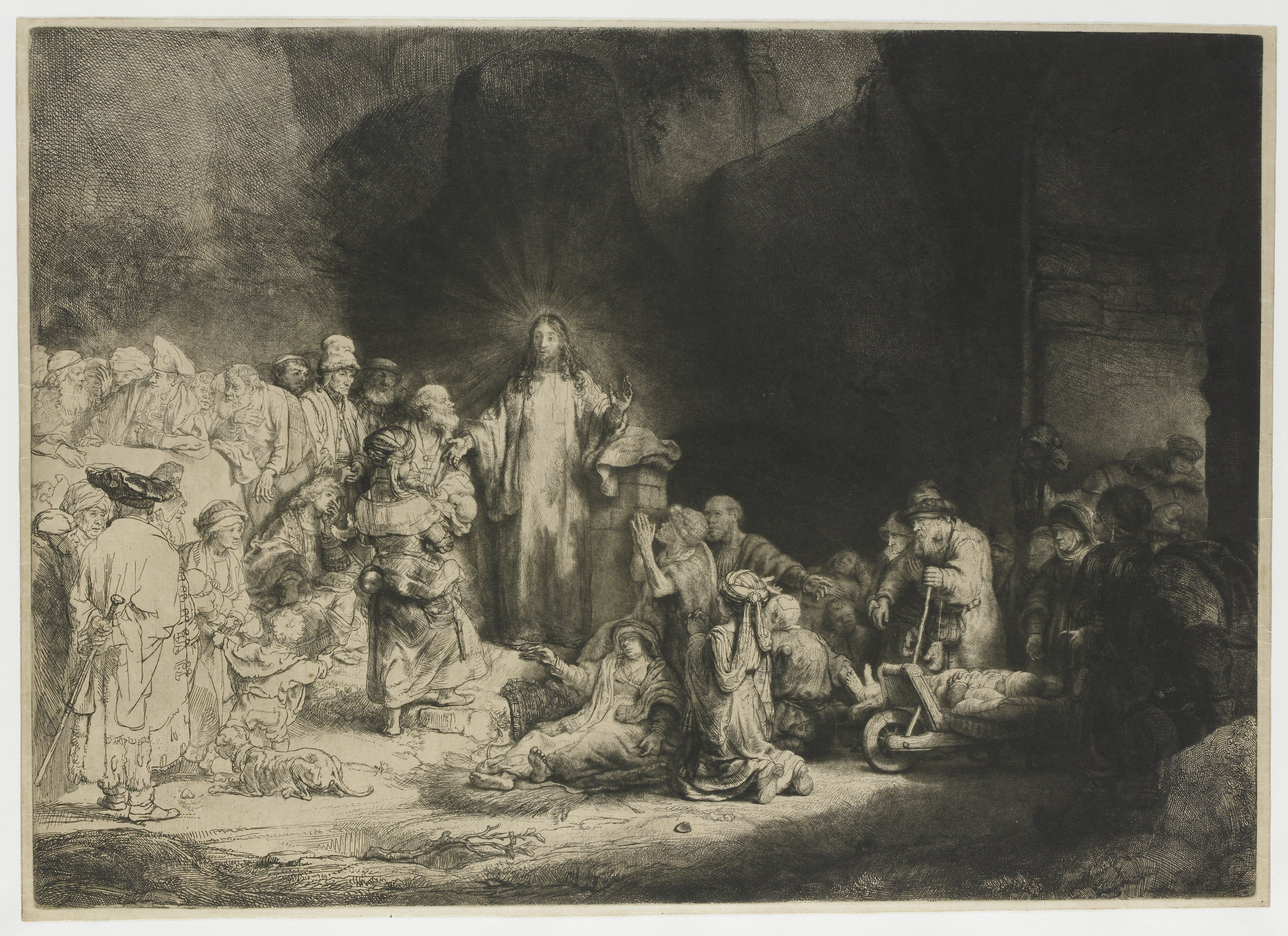
Das Hundertguldenblatt

Meisterwerke von Vermeer
Das Mädchen mit dem Perlenohrgehänge
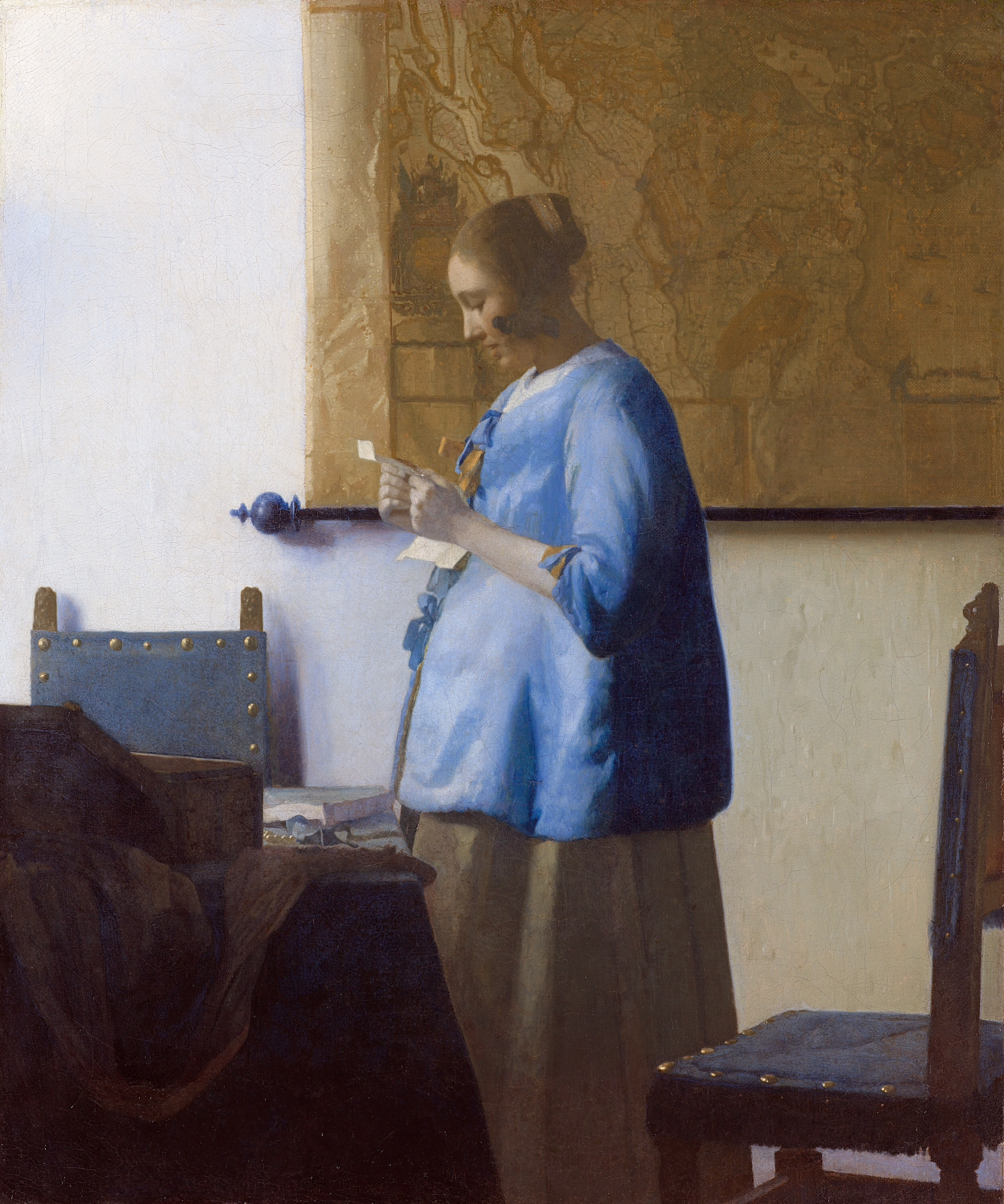
Die Briefleserin
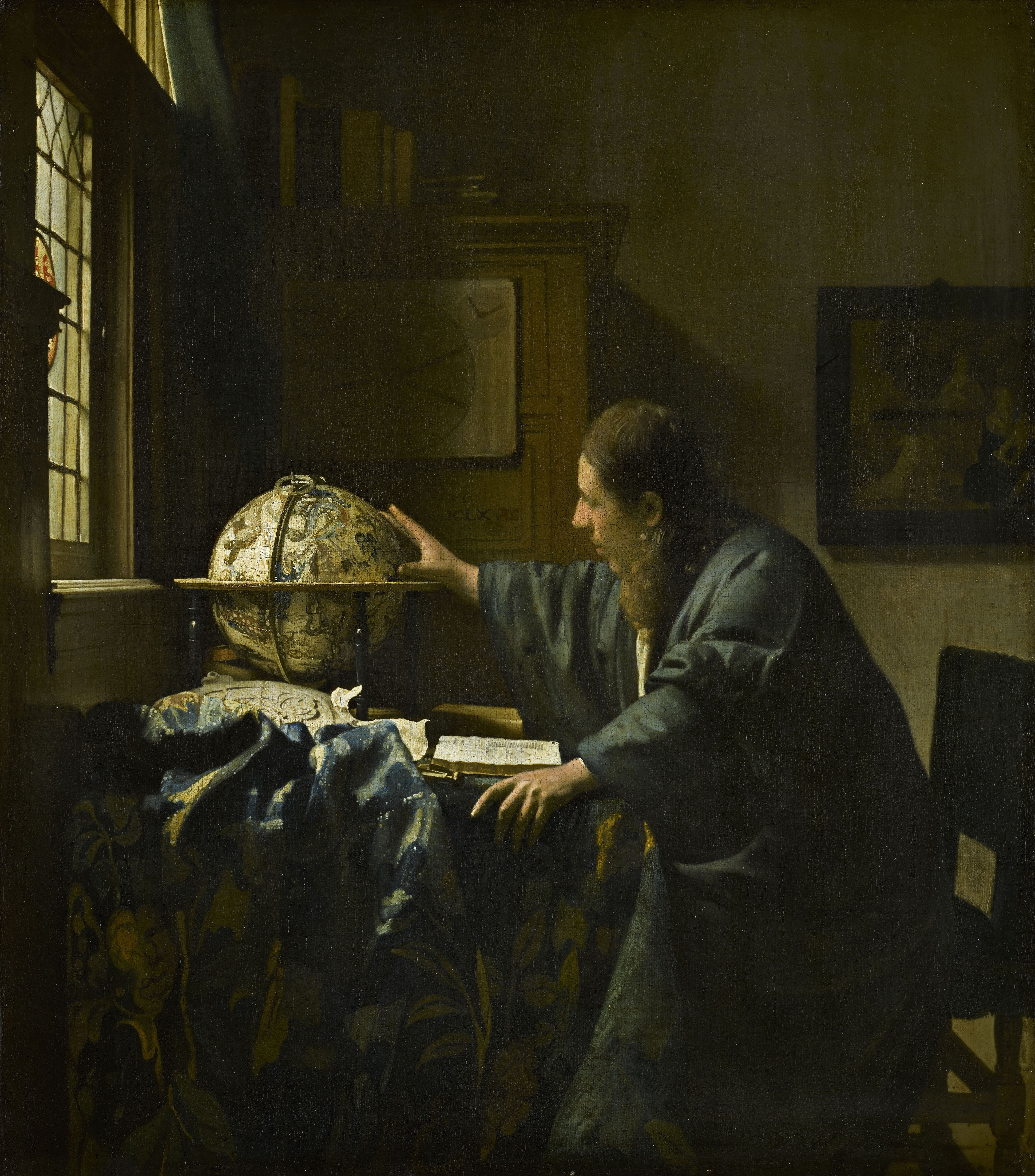
Der Astronom
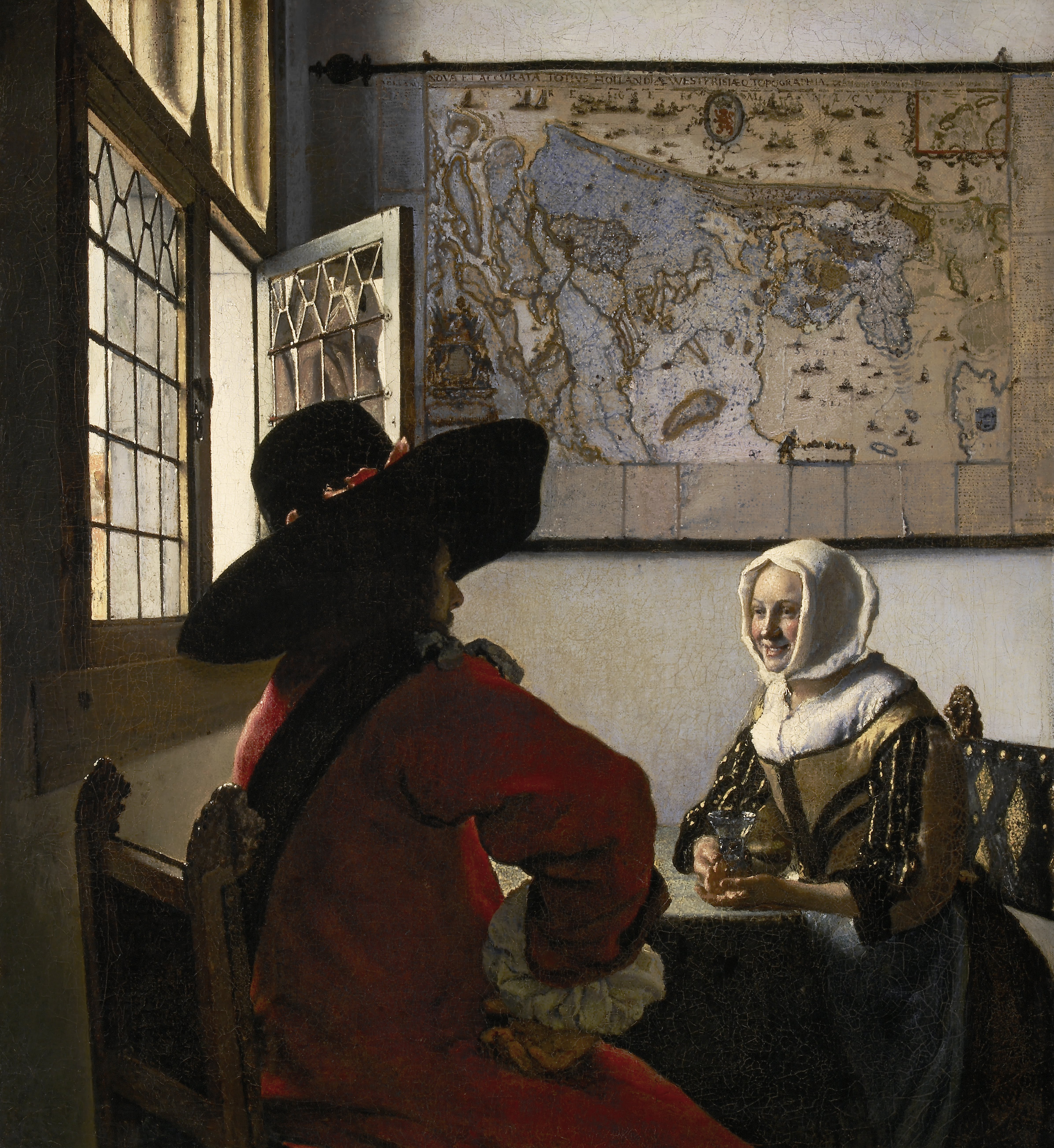
Der Soldat und das lachende Mädchen
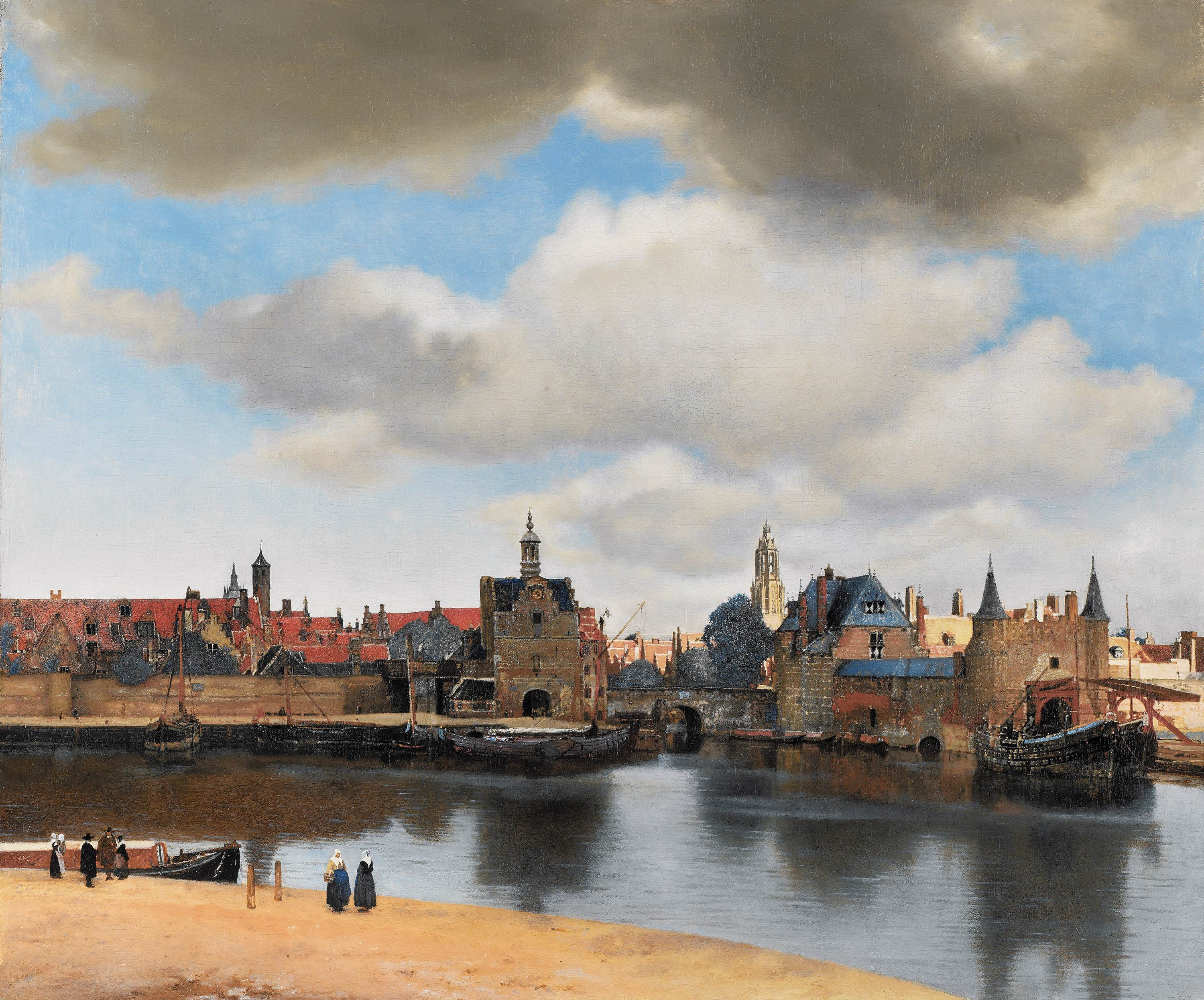
Ansicht von Delft

Das große Geld hingegen verdienten andere, wie zum Beispiel Gerard Dou und Gerrit van Honthorst: Maler, die für die Hofhaltung des Statthalters arbeiteten oder – wie Rubens – sich gleich im feudal und klerikal gebliebenen Flandern niederließen beziehungsweise Hofmaler in Italien, Frankreich oder Spanien wurden.
Mit dem breiten Interesse am Gemälde und dem Beginn der Kommerzialisierung der Kunst entwickelte sich ein anderes Verhältnis zwischen Maler und Auftraggeber; der Beruf des Kunsthändlers beziehungsweise Bildermaklers entstand.
Gehandelt wurden ausschließlich Staffeleibilder mit vorwiegend profanen Themen, eine Nachfrage nach Altarbildern oder anderen großformatigen religiösen Gemälden bestand wegen des protestantischen Bekenntnisses nicht. Da die meist kleinformatigen und dementsprechend mobilen Bilder oft nicht auf Bestellung, sondern für den freien Markt und einen sich beständig erweiternden Kreis an bürgerlichen Sammlern geschaffen wurden, entwickelte sich sowohl ein reger Kunsthandel als auch das Ausstellungswesen.

#### Architektur
„Eine schöne Stadt, Amsterdam. Auch der Verbannte bewundert die nobelschlichte Architektur der alten Patrizierhäuser, spürt den etwas verwunschenen Reiz der Grachten.“

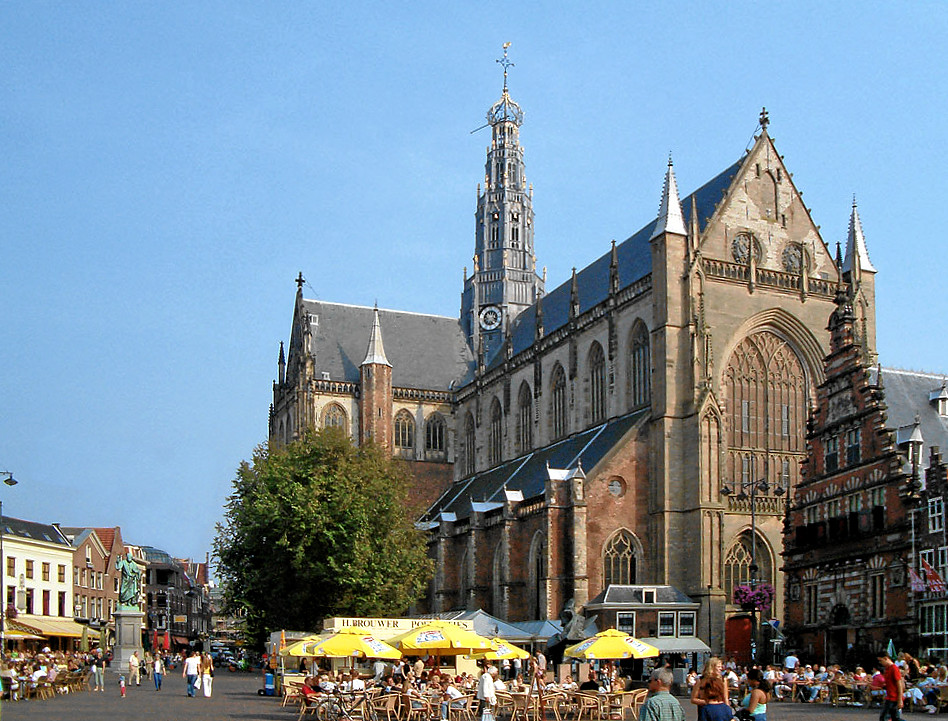
Die Vleeshal auf dem Haarlemer Marktplatz, rechts neben der Grote Kerk

Auch auf dem Gebiet der Architektur und des Städtebaus haben die Niederlande eine lange Tradition vorzuweisen. Stand das 16. Jahrhundert noch ganz im Zeichen einer Auseinandersetzung mit der italienischen Renaissance, die in ihrer niederländischen Umsetzung oftmals völlig anders interpretiert wurde, so leitete das Ende des Jahrhunderts vom Manierismus zum Frühbarock über (hier besonders die Arbeiten des städtischen Baumeisters Lieven de Key mit dem Rathaus und der Fleischhalle in Haarlem) und setzte ansonsten schon Anfang des 17. Jahrhunderts ein an Palladio angelehnter, sich schnell zum strengen holländischen Klassizismus entwickelnder Stil ein, der mit seinem fast puritanischem Willen zur Vereinfachung dem damaligen „Zeitgeist“ als Gegenmodell zum barocken Feudalismus sehr entgegenkam.

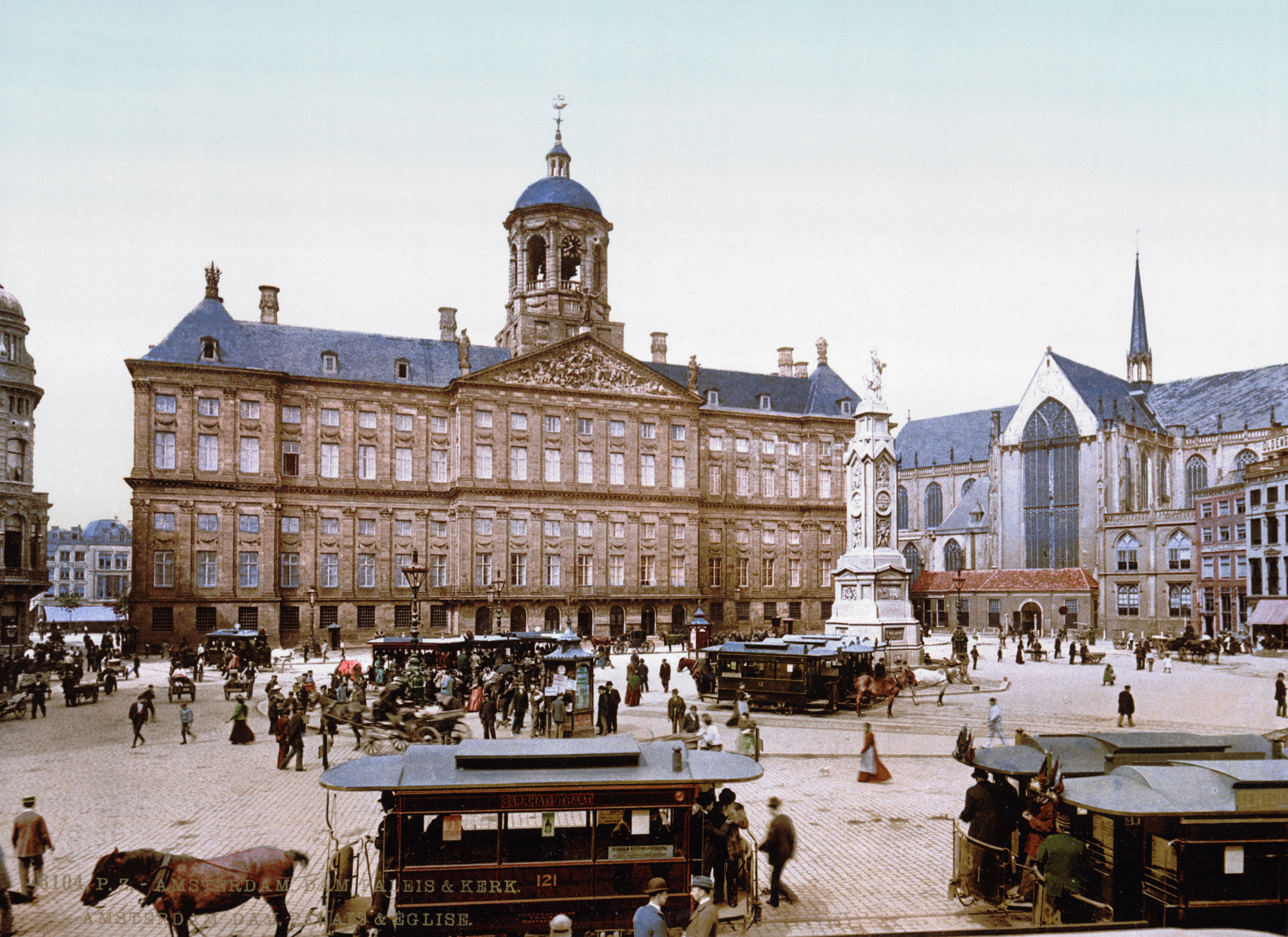
Das Königliche Paleis von Amsterdam, früheres Rathaus, um 1900

Als Meisterwerk von Jacob van Campen, dem Begründer des nordniederländischen Klassizismus, gilt das 1642 bis 1648 errichtete ehemalige Amsterdamer Rathaus (stadhuis), in dem sich heute der Königliche Palast befindet. Es demonstrierte die Vormachtstellung der Stadt Amsterdam in der einflussreichsten Provinz Holland der niederländischen Generalstaaten und ist zugleich der größte Bau dieser Art in seiner Zeit – im Übrigen gleichzeitig eine ingenieurtechnische Meisterleistung, mussten doch zunächst 13.569 Pfähle in den sumpfigen Boden gegründet werden.

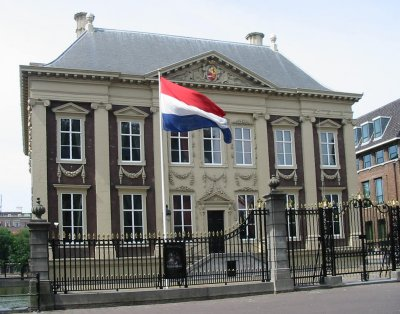
Das Mauritshuis in Den Haag

Durch die florierende Wirtschaft breiteten sich die Städte schnell aus. Der auf der morastigen Amstelmündung entstandene Amsterdamer Grachtengürtel mit seinen Grachtenhäusern spiegelt die wirtschaftliche und kulturelle Blüte wider, die die Stadt erlebte. Hier und in den anderen niederländischen Städten wirkte besonders der Architekt Hendrick de Keyser, der neben zahlreichen Amsterdamer Kirchen, öffentlichen Gebäuden und privaten Herrenhäusern das Delfter Rathaus errichtete.
Dem stand Den Haag nur wenig nach, das sich zur eleganten Diplomatenstadt entwickelte, wo van Campen und Pieter Post 1640 Moritz von Nassaus Stadtpalais Mauritshuis errichteten (im Übrigen der erste in den Niederlanden in Grund- und Aufriss rein klassizistische Bau) und wo Bartholomeus van Bassen Kirchen, Brücken, öffentliche Gebäude und Hofjes baute, in denen ein Teil der ärmeren Bevölkerung unterkam. Utrecht am Rheindelta erlebte mit seinen hochherrschaftlichen Giebelhäusern und vielen Kirchen und Klöstern genauso einen Bauboom, wie Leiden, Haarlem oder Gouda. Auch Delft, wo Architekten wie Hendrik Swaef oder Paulus Moreelse wirkten, entwickelte sich zu einem blühenden Handelszentrum, in dem Tuchweberei, Bierbrauerei und Porzellanmanufakturen angesiedelt waren. Hier wurden nur wenige öffentliche Gebäude im klassizistischen Stil errichtet, hingegen vermehrt auf bereits bestehende Gebäude zurückgegriffen. Das beste zeitgenössische Beispiel ist die Vleeshal (Fleischhalle) von Swaef aus dem Jahr 1650.
Typisch für viele zeitgenössische Architekten war es, dass sie ursprünglich Architekturmaler oder Bildhauer waren und zusätzlich Innenräume und sogar Möbel entwarfen und somit das gesamte Interieur der Bauwerke komponierten. Die Innenausstattung der Zunft- und Wohnhäuser zeigte im Übrigen weiter deutliche französische, teilweise barocke Einflüsse.

#### Druckkunst

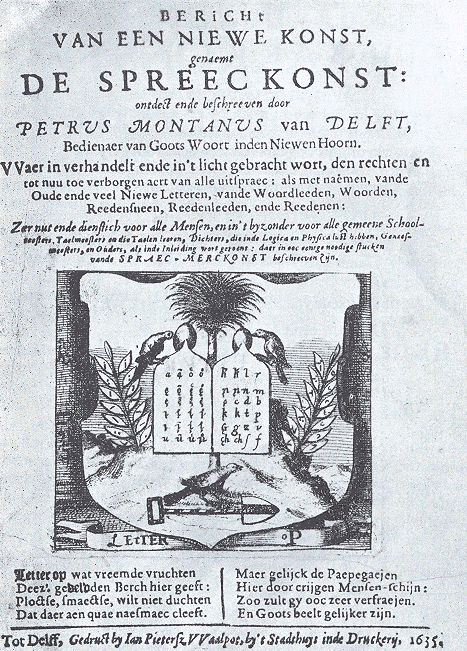
Eine zeitgenössische wissenschaftliche Druckschrift von 1635

Auch Buchdruck und die Buchverlage erlebten eine Blüte. Die Niederlande hatten bereits im 16. Jahrhundert eine führende Stellung im Druckgewerbe inne und sollten sie im 17. Jahrhundert beibehalten. Der Schwerpunkt der niederländischen Buchproduktion verschob sich von Antwerpen nach Leiden und Amsterdam als neue Druckzentren. So erschienen sogar die späteren Werke Galileis in Leiden, und da blieb es natürlich nicht aus, dass viele andere Autoren dort nicht nur drucken ließen, sondern sich vor Ort niederließen, um ihre literarischen Aktivitäten dorthin zu verlagern. Jedoch konnte der Standard der Buchdruckerkunst eines Christoph Plantin, dessen Antwerper Druckerei als „achtes Weltwunder“ die Augen der gelehrten Welt auf sich zog, nicht gehalten werden. Es entwickelte sich vielmehr – wegen der nachkriegsbedingten Materialknappheit und der extrem hohen Nachfrage – eine deutlich geringere Qualität in Papier, Druckfarben und Einband; auch erschienen die ersten Taschenbücher auf dem Markt.
Noch in den Kriegswirren des ausgehenden 16. Jahrhunderts war Plantin – um dem massiven Eingriff der staatlichen und kirchlichen Zensur zu entgehen – von Antwerpen nach Leiden übersiedelt. Innerhalb von zwei Jahren baute er wieder einen großen Betrieb auf, den er – mittlerweile im fortgeschrittenen Alter – seinem Schwiegersohn Franciscus Raphelingus zur Weiterführung überließ, der indes nicht so erfolgreich war und 1620 die Bestallung als Akademiedrucker an Isaac Elzevir verlor. Mit Plantin war ebenso Louis Elzevir aus Antwerpen geflüchtet. Da er kein Kapital für eine eigene Druckerei aufbringen konnte, eröffnete er ein Buchgeschäft und knüpfte gute Beziehungen zur Leidener Universität, von denen seine Erben nach seinem Tod profitierten. Seine Söhne Mathijs und Bonaventura wurden Buchhändler, Louis der Jüngere übernahm die Filiale in Den Haag und Joost die in Utrecht. Wenige Jahre später begründete Neffe Isaac Elzevir (1596–1651), nachdem er reich geheiratet hatte, eine Universitätsbuchdruckerei in Leiden. Dieses sehr schnell erfolgreich gewordene Druckhaus ging im frühen 18. Jahrhundert unter, wohingegen aus dem Den Haager und Utrechter Zweig der Familie später weitere Druckereien hervorgingen, die den Namen bis heute bekannt gehalten haben.
Die Elzevirs waren keine gelehrten Buchdrucker wie etwa Manutius oder Estienne, doch sie verfügten über wichtige Kontakte in der damaligen wissenschaftlichen Welt. So ließ „alles, was Rang und Namen hatte“, bei ihnen drucken: Bacon, die Brüder Pierre und Thomas Corneille, Comenius, Descartes, Thomas Hobbes, Hugo Grotius, Milton, La Rochefoucauld, um nur einige Namen zu nennen, und nicht zu vergessen Molière, von dem die Elzevier 24 Theaterstücke herausbrachten, dazu zwei Gesamtausgaben.
Auf dem Gebiet der Kartografie waren hingegen andere führend. Mit den Mercatorkarten, die von Jodocus Hondius publiziert wurden, begann die große Zeit der niederländischen Kartenkunst und wurde Amsterdam ferner zum Zentrum der Karten- und Globenproduktion, wo sich unter anderem der bedeutendste Hersteller, Willem Janszoon Blaeu, niedergelassen hatte.

#### Literatur

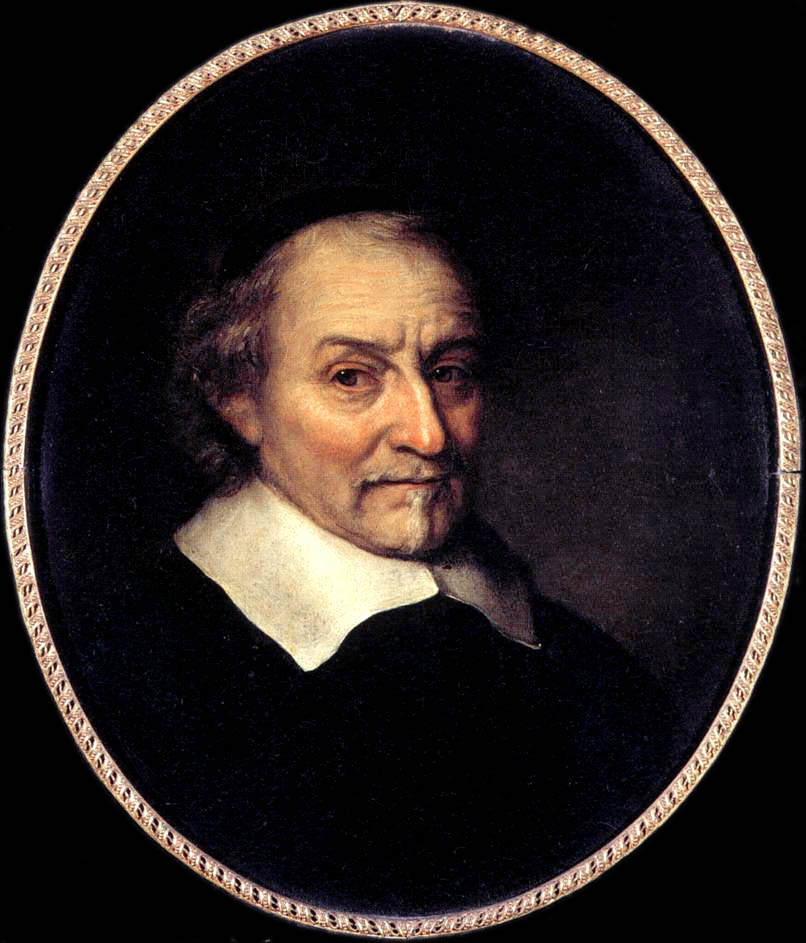
Joost van den Vondel, 1665 Gemälde von Philips de Koninck

#### Bildhauerei

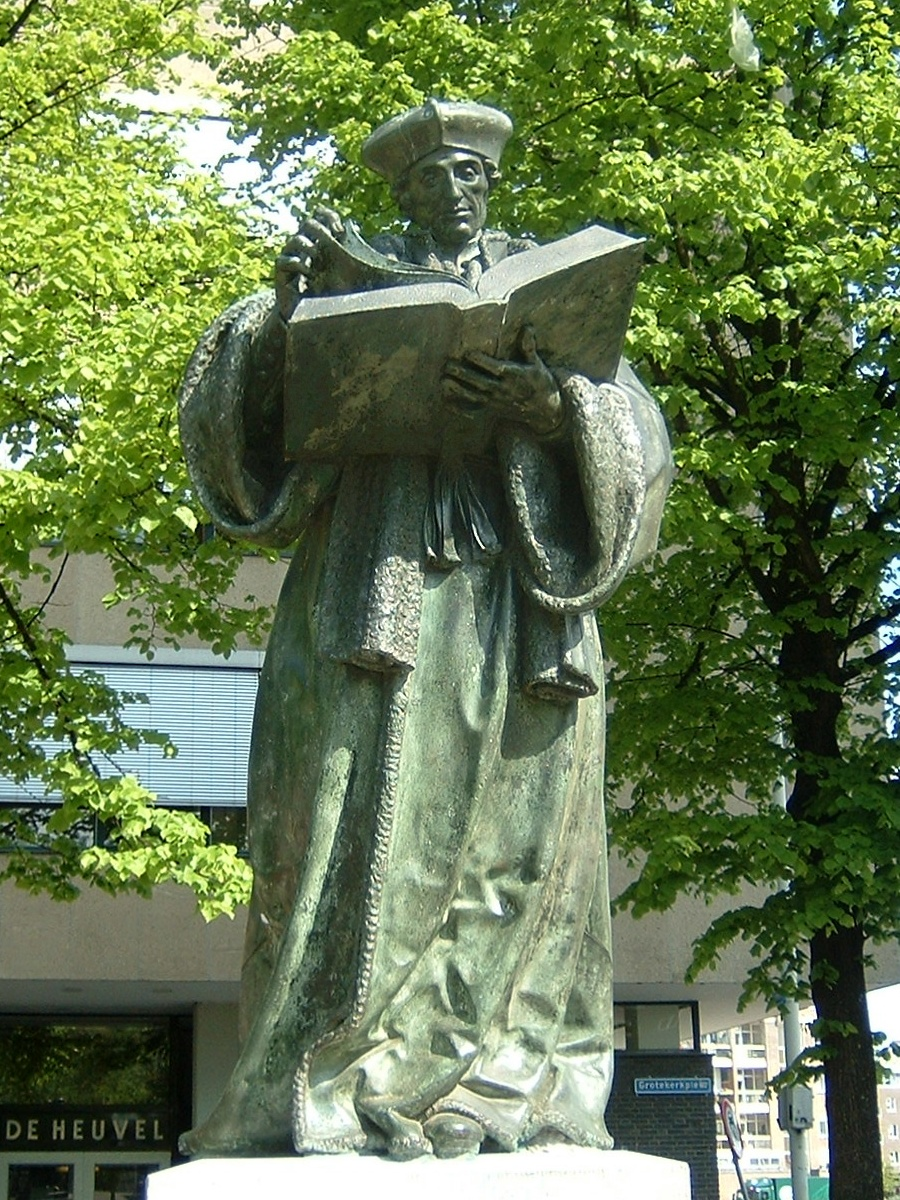
Das Standbild des Erasmus von Rotterdam von Hendrick de Keyser (1618)

Die niederländische Bildhauerkunst konnte von den Errungenschaften des 17. Jahrhunderts nicht in dem Maße profitieren wie die anderen Schönen Künste.
Ab 800 n. Chr. wurden Bildhauerarbeiten hauptsächlich als architektonischer Schmuck für Fassaden und Grabmäler verwendet und ab dem 11. Jahrhundert kamen Kult- und Heiligenbilder hinzu. Widersprachen schon die gradlinigen, schnörkellosen Formen des Klassizismus gegenüber der Verspieltheit und Figurbetonung von Rokoko und Barock einem Einsatz allzu vieler dekorativer Elemente, so betrafen gerade Statuen das gespannte Verhältnis der protestantischen Kirche zur Bildenden Kunst. Ein weiterer Grund für die schwache Nachfrage war der Rückzug der Aristokratie aus dem Land.
Dennoch wurden Skulpturen für Regierungs- und private Gebäude sowie kirchliche und weltliche Außenanlagen in Auftrag gegeben. Daneben gab es einen größeren Kundenkreis für profane Kunst; beispielsweise waren Skulpturen für Grabsteine und Büsten begehrt.
Die führenden niederländischen Bildhauer des 17. Jahrhunderts waren der bereits oben als Architekt besprochene Hendrick de Keyser, der 1618 das erste nicht religiöse Standbild der Niederlande, die Erasmus-Statue in Rotterdam, schuf, sowie Artus Quellinus I., Artus Quellinus II. und Rombout Verhulst, alle aus den südlichen Niederlanden. Weiterhin zu nennen sind Bartholomeus Eggers, der zwar einen Auftrag für das Mauritshuis erhielt, ansonsten hauptsächlich für den Kurfürsten von Brandenburg arbeitete, sowie Johannes Blommendael.

#### Musik
Die große Zeit der Musikgeschichte der Niederlande ist eng verknüpft mit der Niederländer Schule und endet mit ihr ausgangs des 16. Jahrhunderts. Unter dem dominierenden Einfluss der calvinistischen Kirche konnten sich die großen Formen der Musik – Oper, Passion, Kantate – nicht entfalten; die Musik beschränkte sich auf die Bedürfnisse der bürgerlichen Gesellschaft. So bestimmten Einflüsse aus dem Ausland, allen voran durch Komponisten wie Jean-Baptiste Lully und Johann Sebastian Bach, die zeitgenössische Musik, die in den Niederlanden keinen eigenen Stil ausbildete.
Das Orgelspiel nahm einen bedeutenden Rang ein. Auch Musizieren in den Familien war ein bevorzugter Zeitvertreib des 17. Jahrhunderts, die Hausmusik wurde intensiv gepflegt, es bildeten sich Collegia musica genannte private Musikverbände. Gebräuchliche Instrumente waren Laute, Cembalo, Gambe und Flöte. Viele Gesangbücher wurden veröffentlicht, wenngleich ab Mitte des 17. Jahrhunderts die instrumentale Musik deutlich vorherrschte.
Lyrische Dramen, Ballett und Opern wurden in dem 1638 eröffneten Amsterdamer Opernhaus aufgeführt, die meist französischen und italienischen Ursprungs waren. Lediglich Constantijn Huygens, Jan Pieterszoon Sweelinck, Organisten und Komponisten von Oratorien und Kantaten, Adriaen Valerius, Dichter von geistlichen und patriotischen Liedern, auch der sogenannten Geusenlieder (Geusen waren im 16. Jahrhundert niederländische Freiheitskämpfer gegen die Spanier), der Glockenspieler Jacob van Eyck sowie der bereits als Autor besprochene Constantijn Huygens mit schätzungsweise 800 Musikstücken, konnten eine gewisse, wenn auch heute weitgehend in Vergessenheit geratene Bedeutung erlangen und landestypische Akzente setzen.

## Niedergang
„Der schwindelnde Aufstieg der Holländer im goldenen Zeitalter konnte in der weltpolitischen Rivalität mit den Großmächten nicht durchgehalten werden. Dazu fehlten der doch recht kleinen Nation der Niederlande schlicht die entsprechenden Dimensionen und Ressourcen an Land und Leuten. Man hat seine Möglichkeiten überspannt, die für Holland eine Zeitlang so glücklichen äußeren Umstände änderten sich wieder, die Realität der Nachgeborenen wird eher medioker, die Wahnsinnspreise für die Tulpen ebenso, und die Wale verschwinden wieder von den Küsten.“

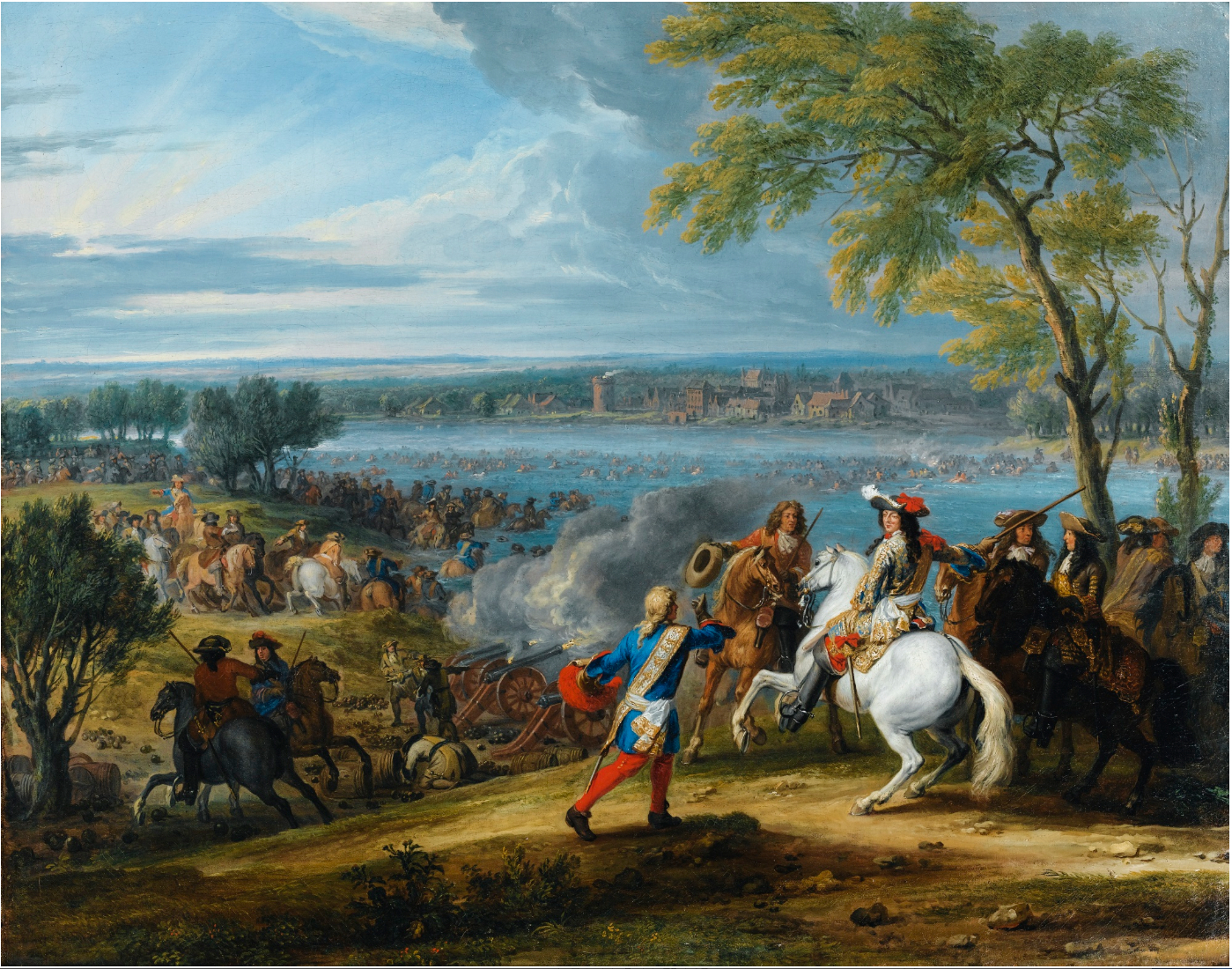
Ludwig XIV. während der Invasion Hollands am 11. Juni 1672 (Rheinübergang), Zeitgenössisches Gemälde von Adam Frans van der Meulen

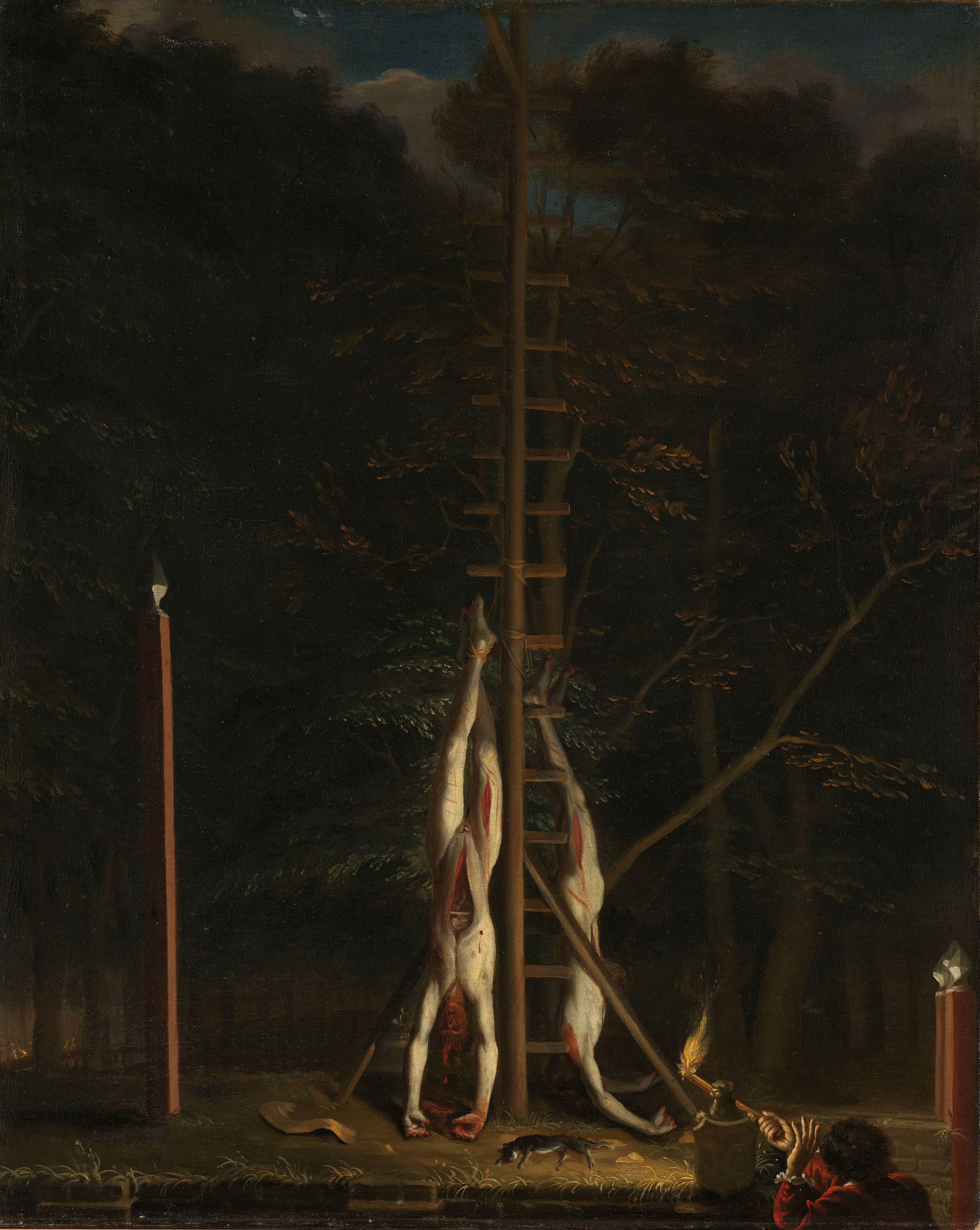
Die Leichname der gelynchten Brüder de Witt, aufgehängt im Gevangenenpoort zu Den Haag, Gemälde von Jan de Baen, 1672

Das Jahr 1672 ist in den Niederlanden als Rampjaar, das Katastrophenjahr, bekannt.
Zunächst kam es zu innenpolitischen Unruhen. Zwei bekannte Politiker in der statthalterfreien Zeit, die Brüder Johan und Cornelis de Witt, wurden in Den Haag grausam ermordet. Johan de Witt hatte versucht, die Ernennung Wilhelms III. zum Statthalter zu verhindern, was zusammen mit der sich zuspitzenden wirtschaftlichen und kolonialen Rivalität zwischen den Niederlanden und England zum zweiten Englisch-Niederländischen Seekrieg führte. Unter der Führung de Witts brachte die niederländische Flotte den Engländern schwere Niederlagen bei. 1667 akzeptierte Karl II. von England den Vertrag von Breda, mit dem der Krieg beendet wurde. Bereits ein Jahr später, 1668, verbündeten sich die ehemaligen Kriegsgegner zusammen mit Schweden in einer Tripelallianz gegen Frankreich, das in die Spanischen Niederlande eingedrungen und zum Abbruch des Devolutionskrieges gezwungen war. Als 1672 der dritte Englisch-Niederländische Seekrieg ausbrach und gleichzeitig Ludwig XIV. von Frankreich zusammen mit Köln und Münster der Republik den Krieg erklärten, kam es zum Holländischen Krieg. De Witt wurde gestürzt und zusammen mit seinem Bruder Cornelis in Den Haag von einer Meute der Anhänger Wilhelms gelyncht; Wilhelm III. von Oranien wurde zum Statthalter berufen. Der Krieg verlief für England nur wenig erfolgreich und wurde 1674 beendet; der Krieg gegen Frankreich konnte erst 1678 mit dem Frieden von Nimwegen beendet werden.
Nach der „Glorreichen Revolution“ von 1688 floh der englische König Jakob II. nach Frankreich. Jakobs Tochter Maria wurde zur Königin erklärt; sie sollte zusammen mit ihrem Ehemann Wilhelm III. herrschen, der seit 1672, nach dem Sturz Johan de Witts, Statthalter, Generalkapitän und Admiral der Republik der Sieben Vereinigten Niederlande war. Damit wurden Holland und England faktisch in Personalunion vereint, und die Republik wurde zu einem festen Bestandteil der antifranzösischen Koalition unter Wilhelm III.
Im Laufe der Regierungszeit des Paares gelang es dem englischen Parlament gegen königlichen Widerstand, seine Rechte wesentlich zu erweitern. So wurde beispielsweise die Bill of Rights verabschiedet, die die parlamentarische Verantwortlichkeit von Ministern durchsetzte. Die politische Elite begann, die wirtschaftlichen Interessen zu koordinieren und zu unterstützen. 1694 wurde die Bank von England als erste Staatsbank gegründet; das Parlament garantierte die Deckung der Staatsanleihen und schaffte so Vertrauen. Staatsinteresse und Kapitalinteresse begannen, sich eng zu verknüpfen. Das Erstarken Englands läutete gleichermaßen das schleichende Ende des Goldenen Zeitalters der Niederlande ein, selbst wenn der Geschichtsverlauf nicht so verkürzt auf eine These von Aufstieg, Blüte und Verfall beschränkt beschrieben werden kann und das anbrechende 18. Jahrhundert eher als Zeit der Stagnation denn eines Niedergangs der Niederlande beschrieben wird.
Nach 1680 verschlechterte sich für die Niederländische Ostindien-Kompanie erstmals die Situation. In Europa sanken die Pfefferpreise und stieg gleichzeitig die Nachfrage nach Textilien aus Indien, Kaffee aus Mokka und Tee aus China. Die Kompanie verfügte jedoch zum einen über zu wenig Edelmetall zum Ankauf dieser Produkte in Asien, was zu ständigen Kreditaufnahmen führte; zum anderen hatte sie sich bei diesen nicht monopolisierten Produkten mit der englischen Konkurrenz auseinanderzusetzen, die gerade finanziell erstarkte. Die wachsenden Kosten des Überseehandels wurden für die Kompanie, wie für das ganze Land, zu einer immer stärkeren Belastung.
Andere signifikante Ereignisse geschahen 1702: Der Ausbruch des Spanischen Erbfolgekrieges und der tödliche Reitunfall des 52-jährigen Statthalters Wilhelm III. Da er keinen männlichen Erben hinterließ und kein zweifelsfreier Nachfolger bestimmt war, ruhte die Statthalterwürde und es trat eine Rückbesinnung auf die antizentralistische Tradition der städtischen Regenten ein. Erst 1747 wurde Wilhelm IV. Statthalter aller Provinzen. Nach dem Frieden von Utrecht hatten die Regenten den Standpunkt eingenommen, die Republik solle in der internationalen Politik keine führende Rolle mehr spielen. Dieser Beschluss war eigentlich nur die Anerkennung der Realität, denn aufgrund der Uneinigkeit zwischen den Staaten und des komplizierten Regierungssystems hatte die Republik seit 1715 auf internationaler Ebene kaum noch Einfluss geltend machen können.
Freilich spielten finanzielle Gründe ebenso eine Rolle. Die schlechte wirtschaftliche Lage wurde unter anderem dadurch verursacht, dass reiche Bürger ihr Geld in den Nachbarländern und nicht im eigenen Land anlegten. In dieser Zeit wurde das Land noch von zwei weiteren Plagen heimgesucht. Der aus dem karibischen Raum eingeschleppte Schiffsbohrwurm richtete an Schiffen und den zahlreichen Holzpfählen der Deiche immense Schäden an. Immer wieder kam es deshalb zu Überschwemmungen. Zeitgleich wütete die Rinderpest, die nicht nur die Bauern hart traf, sondern den Export von Käse und Butter zum Erliegen brachte.
Das von Frankreich ausgehende Zeitalter der Aufklärung erreichte schließlich auch die Niederlande, wo sich die so genannten Patrioten formierten, die sich für eine Modernisierung und Demokratisierung der maroden Republik einsetzten. Auch vergrößerte sich die soziale Kluft im Lande immer mehr, die Regierenden entfremdeten sich zunehmend von ihrem Volk. Unruhen, Anprangerung der Missstände und Systemkritik an der unbegrenzten Herrschaft der Regenten breiteten sich aus.

## Kritik am Begriff
Der Begriff Goldenes Zeitalter ist aus heutiger Sicht problematisch. Der Reichtum der Niederlande im 17. Jahrhundert und die daraus u. a. resultierende Entwicklung der Kunst beruht nämlich vorrangig auf der Bereicherung durch die Kolonien. Der Begriff beschreibt also eine einseitige Perspektive aus rein niederländischer Sicht und verschweigt gleichzeitig die Unterdrückung jener, die zu unmenschlichen Bedingungen für diesen Reichtum verschleppt und verkauft wurden. Auch der Raub materieller Güter und der Abbau von Ressourcen in den Überseegebieten sind Gründe für den rapiden Aufstieg der Handelsnation. Aus der Sicht der Sklaven müsste man in diesem Zusammenhang von einem Grauen Zeitalter sprechen. Diese dunkle Seite der Geschichte wurde aber in der Öffentlichkeit kaum thematisiert. Das Historische Museum Amsterdams reagierte im Jahr 2019, indem es den Begriff strich und durch den neutralen Begriff 17. Jahrhundert ersetzte. Daraufhin entbrach eine öffentliche Debatte über den Begriff. Eine weitere Möglichkeit der Neutralisierung des Begriffs ist vom sogenannten Goldenen Zeitalter zu sprechen.